# Harry Truman
Harry Truman (anglès: Harry S. Truman)  (Lamar, 8 de maig de 1884 - Kansas City, 26 de desembre de 1972) Harry S. Truman, va ser el 33è president dels Estats Units, que va exercir des de 1945 fins a 1953. Membre del Partit Demòcrata dels Estats Units, anteriorment va ser senador dels Estats Units per Missouri de 1935 a 1945 i breument com a vicepresident 34è el 1945 sota Franklin D. Roosevelt. Assumint la presidència després de la mort de Roosevelt, Truman va implementar el Pla Marshall arran de la Segona Guerra Mundial per reconstruir l'economia d'Europa occidental i va establir tant la Doctrina Truman com l'OTAN per contenir l'expansió del comunisme soviètic. Va proposar nombroses reformes domèstiques liberals, però poques van ser promulgades per la coalició conservadora que dominava el Congrés.
Truman es va criar a Independence, Missouri, i durant la Primera Guerra Mundial va lluitar a França com a capità de l'artilleria de camp. Tornant a casa, va obrir una merceria a Kansas City, Missouri, i va ser elegit com a jutge del comtat de Jackson el 1922. Truman va ser elegit al Senat dels Estats Units per Missouri el 1934. Entre 1940 i 1944, va guanyar protagonisme nacional com a president de el Comitè Truman, que tenia com a objectiu reduir el malbaratament i la ineficiència en els contractes de guerra.
Truman va ser escollit vicepresident a les eleccions presidencials de 1944 i va assumir la presidència a la mort de Roosevelt. Va ser només quan Truman va assumir la presidència que va ser informat sobre el projecte Manhattan en curs i la bomba atòmica. Truman va autoritzar el primer i únic ús d'armes nuclears en la guerra contra les ciutats japoneses d'Hiroshima i Nagasaki, donant lloc a la rendició del Japó i al final de la guerra mundial. L'administració de Truman es va comprometre en una política exterior internacionalista treballant estretament amb Gran Bretanya. Truman va denunciar fermament l'aïllacionisme. Va impulsar la coalició del New Deal durant les eleccions presidencials de 1948, malgrat un partit demòcrata dividit, i va obtenir una victòria sorpresa contra el candidat del Partit Republicà Thomas E. Dewey que va assegurar el seu propi mandat presidencial.
Truman va presidir l'inici de la Guerra Freda el 1947. Va supervisar el pont aeri de Berlín i el Pla Marshall el 1948. Amb la participació dels Estats Units en la Guerra de Corea de 1950-1953, Corea del Sud va repel·lir la invasió de Corea del Nord. A nivell intern, els reptes econòmics de la postguerra com les vagues i la inflació van crear una reacció mixta sobre l'eficàcia de la seva administració. El 1948, va proposar que el Congrés aprovés una legislació integral sobre els drets civils. El Congrés es va negar, així que Truman va emetre l'Ordre executiva 9980 i l'ordre executiva 9981, que prohibia la discriminació a les agències federals i eliminava la segregació de les Forces Armades dels Estats Units. En política interior fou partidari de mesures enèrgiques, com la llei Taft-Hartley (1947), que limita el dret de vaga, i la llei McCarran-Walte (1952), que restringeix la immigració.
Les investigacions van revelar corrupció en parts de l'administració de Truman, i això es va convertir en un tema important de campanya a les eleccions presidencials de 1952, encara que no van implicar el mateix Truman, tot i que van ser determinants perquè el seu partit perdés les eleccions a mans de Dwight D. Eisenhower. Va ser elegible per a la reelecció el 1952, però amb una mala votació, va optar per no presentar-se. Truman va entrar en una jubilació marcada per la fundació de la seva biblioteca presidencial i la publicació de les seves memòries. Durant molt de temps es va pensar que els seus anys de jubilació van ser econòmicament difícils per a Truman, la qual cosa va fer que el Congrés establissin una pensió per als antics presidents, però finalment va sorgir evidència que va acumular una riquesa considerable, part de la qual s'havia fet mentre encara era president. Quan va deixar el càrrec, l'administració de Truman va ser molt criticada, encara que la reavaluació crítica de la seva presidència ha millorat la seva reputació entre els historiadors i la població en general.

## Biografia

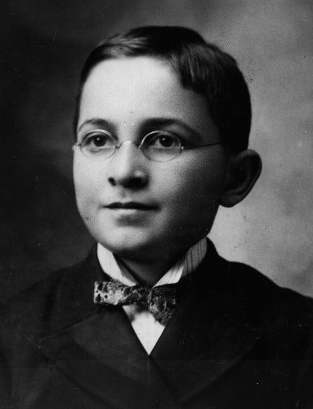
Truman als 13 anys el 1897

Truman va néixer a Lamar (Missouri), el 8 de maig de 1884, fill gran de John Anderson Truman i Martha Ellen Young Truman. Va rebre el nom del seu oncle matern, Harrison Harry Young. La seva inicial del mig, S, no és una abreviatura d'un nom en particular. Més aviat, honra tant als seus avi, Anderson Shipp Truman com Solomon Young, una pràctica una mica comuna al sud dels Estats Units. Un germà, John Vivian, va néixer poc després d'en Harry, seguit per la germana Mary Jane. L'ascendència de Truman és principalment anglesa amb alguns escocesos-irlandesos, alemanys i francesos.
John Truman era un granger i comerciant de bestiar. La família va viure a Lamar fins que en Harry tenia deu mesos, quan es van traslladar a una granja prop de Harrisonville. Després es van traslladar a Belton i el 1887 a la granja de 600 acres (240 ha) dels seus avis a Grandview. Quan Truman tenia sis anys, els seus pares es van traslladar a  Independence, perquè pogués assistir a l'escola dominical de l'Església Presbiteriana. No va assistir a una escola convencional fins als vuit anys. Mentre vivia a Independence, va servir com a goy de Shabat per als veïns jueus, fent tasques per a ells el Shabat que la seva religió els impedia fer aquell dia.
A Truman li interessava la música, la lectura i la història, tot animat per la seva mare, amb qui estava molt a prop. Com a president, li va demanar consells polítics i personals. Truman va aprendre a tocar el piano als set anys i va prendre lliçons de la senyora EC White, una professora molt respectada a Kansas City. Es llevava a les cinc del matí per practicar el piano, que estudiava més de dues vegades per setmana fins als quinze anys, convertint-se en un intèrpret força hàbil. Truman va treballar a la Convenció Nacional Demòcrata de 1900 a Kansas City; el seu pare tenia molts amics actius al Partit Demòcrata que van ajudar el jove Harry a aconseguir el seu primer càrrec polític.
Després de graduar-se a la Independence High School el 1901, Truman va prendre classes al Spalding's Commercial College, una escola de negocis de Kansas City. Va estudiar comptabilitat, taquigrafia i mecanografia, però es va deixar al cap d'un any.

## Servei militar

### Guàrdia Nacional
A causa de la manca de fons per a la universitat, Truman va considerar assistir a l'Acadèmia Militar dels Estats Units a West Point, Nova York, que no tenia matrícula, però se li va denegar una cita a causa de la mala visió. Es va allistar a la Guàrdia Nacional de Missouri el 1905 i va servir fins al 1911 a la Bateria B, 2n Regiment d'Artilleria de Camp de Missouri, amb seu a Kansas City, en la qual va assolir el grau de caporal. En la seva inducció, la seva vista sense ulleres era inacceptable 20/50 a l'ull dret i 20/400 a l'esquerra (més enllà de l'estàndard de ceguesa legal). La segona vegada que va fer la prova, va passar memoritzant en secret la taula d'ulls. Va ser descrit com 5 peus 10 polzades d'alçada, ulls grisos, cabell fosc i complexió lleugera.

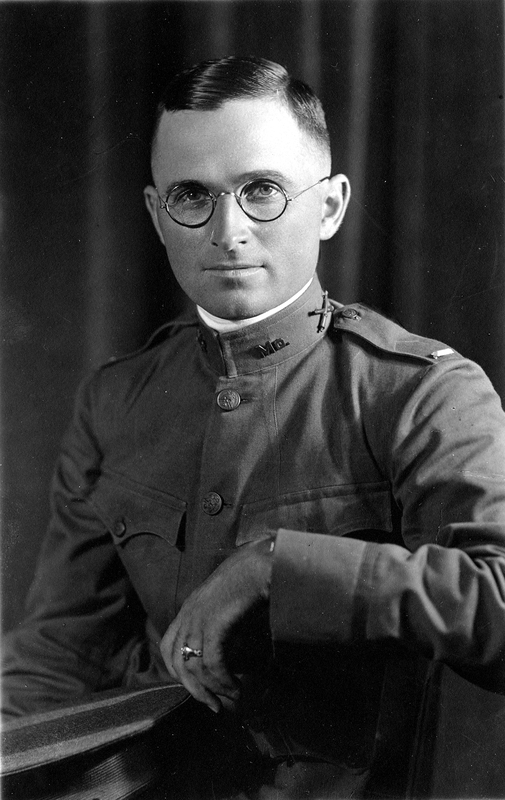
Truman el setembre de 1917

### Primera Guerra Mundial
Quan els Estats Units van entrar a la Primera Guerra Mundial el 6 d'abril de 1917, Truman es va tornar a incorporar a la bateria B, reclutant amb èxit nous soldats per a la unitat en expansió, per a la qual va ser elegit com a tinent de 1a. Abans del desplegament a França, Truman va ser enviat per entrenar al Camp Doniphan, Fort Sill, prop de Lawton, Oklahoma, quan el seu regiment va ser federalitzat com el 129è d'Artilleria de Camp. El comandant del regiment durant el seu entrenament va ser Robert M. Danford, qui més tard va servir com a cap d'artilleria de camp de l'exèrcit. Truman va recordar que va aprendre més informació pràctica i útil de Danford en sis setmanes que en sis mesos d'instrucció formal de l'exèrcit, i quan Truman va servir com a instructor d'artilleria, va modelar conscientment el seu enfocament en el de Danford.
Truman també va dirigir la cantina del campament amb Edward Jacobson, un empleat de la botiga de roba que coneixia de Kansas City. A diferència de la majoria de menjadors finançats pels membres de la unitat, que normalment perdien diners, la cantina operada per Truman i Jacobson va obtenir beneficis, retornant la inversió inicial de 2 dòlars de cada soldat i 10.000 dòlars en dividends en sis mesos. A Fort Sill, Truman va conèixer el tinent James M. Pendergast, nebot de Tom Pendergast, un cap polític de Kansas City, una connexió que tindria una profunda influència en la vida posterior de Truman.

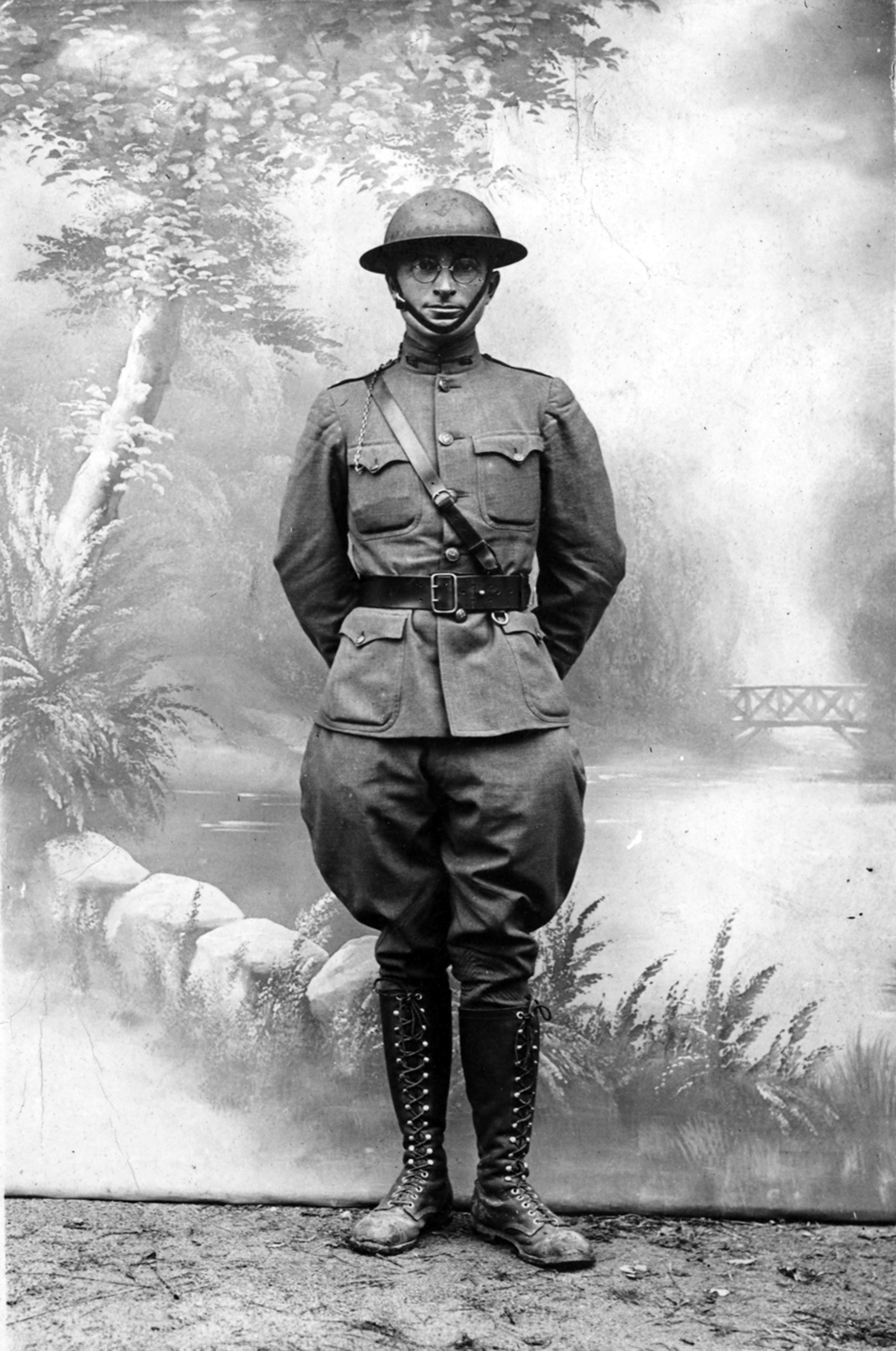
Truman en uniforme, vers 1918

A mitjans de 1918, al voltant d'un milió de soldats de les Forces Expedicionàries Americanes (AEF) es trobaven a França. Truman va ser ascendit a capità a partir del 23 d'abril, i al juliol es va convertir en comandant de la recentment arribada bateria D, 129a Artilleria de Camp,  35a Divisió. La bateria D era coneguda pels seus problemes de disciplina, i Truman inicialment era impopular a causa dels seus esforços per restaurar l'ordre. Malgrat els intents dels homes d'intimidar-lo perquè renunciés, Truman ho va aconseguir fent els seus caporals i sergents responsables de la disciplina. Va prometre donar-los suport si actuaven amb capacitat i degradar-los a soldats rasos si no ho feien. En un esdeveniment conmemorat en la tradició de la bateria com La batalla de qui corre, els seus soldats van començar a fugir durant un sobtat atac nocturn dels alemanys a la serralada dels Vosges; Truman va aconseguir ordenar als seus homes que es quedessin a lluitar, utilitzant la blasfemia dels seus dies de ferrocarril. Els homes estaven tan sorpresos en sentir que Truman feia servir aquest llenguatge que de seguida van obeir.
La unitat de Truman es va unir en un bombardeig massiu d'assalt preestablert el 26 de setembre de 1918, a l'obertura de l'ofensiva Mosa-Argonne. Van avançar amb dificultat per un terreny amb fosses per seguir la infanteria, i van establir un lloc d'observació a l'oest de Cheppy. El 27 de setembre, Truman va veure a través dels seus binocles una bateria d'artilleria enemiga desplegada a través d'un riu en una posició que els permetria disparar contra la veïna 28a Divisió. Les ordres de Truman el limitaven als objectius que s'enfrontaven a la 35a Divisió, però va ignorar això i va esperar pacientment fins que els alemanys havien allunyat els seus cavalls dels seus canons, assegurant-se que no podien traslladar-se fora del rang de la bateria de Truman. Aleshores va ordenar als seus homes que obrís foc, i el seu atac va destruir la bateria enemiga. Les seves accions van ser atribuïdes per salvar la vida dels soldats de la 28a Divisió que, d'altra manera, haurien estat sota el foc dels alemanys. El seu comandant de regiment, el coronel Karl D. Klemm, va amenaçar amb convocar un tribunal marcial, però Klemm no va fer-ho mai, i Truman no va ser castigat.
En altres accions durant l'ofensiva Mosa-Argonne, la bateria de Truman va donar suport a la brigada de tancs de George S. Patton, i va disparar alguns dels últims trets de la guerra l'11 de novembre de 1918. La bateria D no va perdre cap home mentre estava sota el comandament de Truman a França. Per mostrar el seu agraïment pel seu lideratge, els seus homes li van obsequiar amb una gran copa amorosa al seu retorn als Estats Units després de la guerra.
La guerra va ser una experiència transformadora en la qual Truman va manifestar les seves qualitats de lideratge. Havia entrat al servei l'any 1917 com a granger familiar que havia treballat en feines clericals que no requerien la capacitat de motivar i dirigir els altres, però durant la guerra, va adquirir experiència de lideratge i un rècord d'èxit que va millorar i recolzar molt la seva carrera política de post-guerra a Missouri.
Truman es va criar a les esglésies presbiteriana i baptista, però va evitar els avivaments i de vegades va ridiculitzar els predicadors revivalistes.Poques vegades parlava de religió, cosa que per a ell significava principalment un comportament ètic al llarg de les línies tradicionals protestants. Truman va escriure una vegada en una carta a la seva futura esposa, Bess: «Vostè sap que no sé res de la Quaresma i d'aquestes coses...» La majoria dels soldats que va comandar a la guerra eren catòlics, i un dels els seus amics íntims era el capellà del 129è d'Artilleria de Camp, mossèn L. Curtis Tiernan. Els dos van romandre amics fins a la mort de Tiernan el 1960. El desenvolupament de lideratge i habilitats interpersonals que més tard el van convertir en un polític d'èxit va ajudar a Truman a portar-se bé amb els seus soldats catòlics, com ho va fer amb els soldats d'altres confessions cristianes i els jueus de la unitat.

### Cos de reserva d'oficials

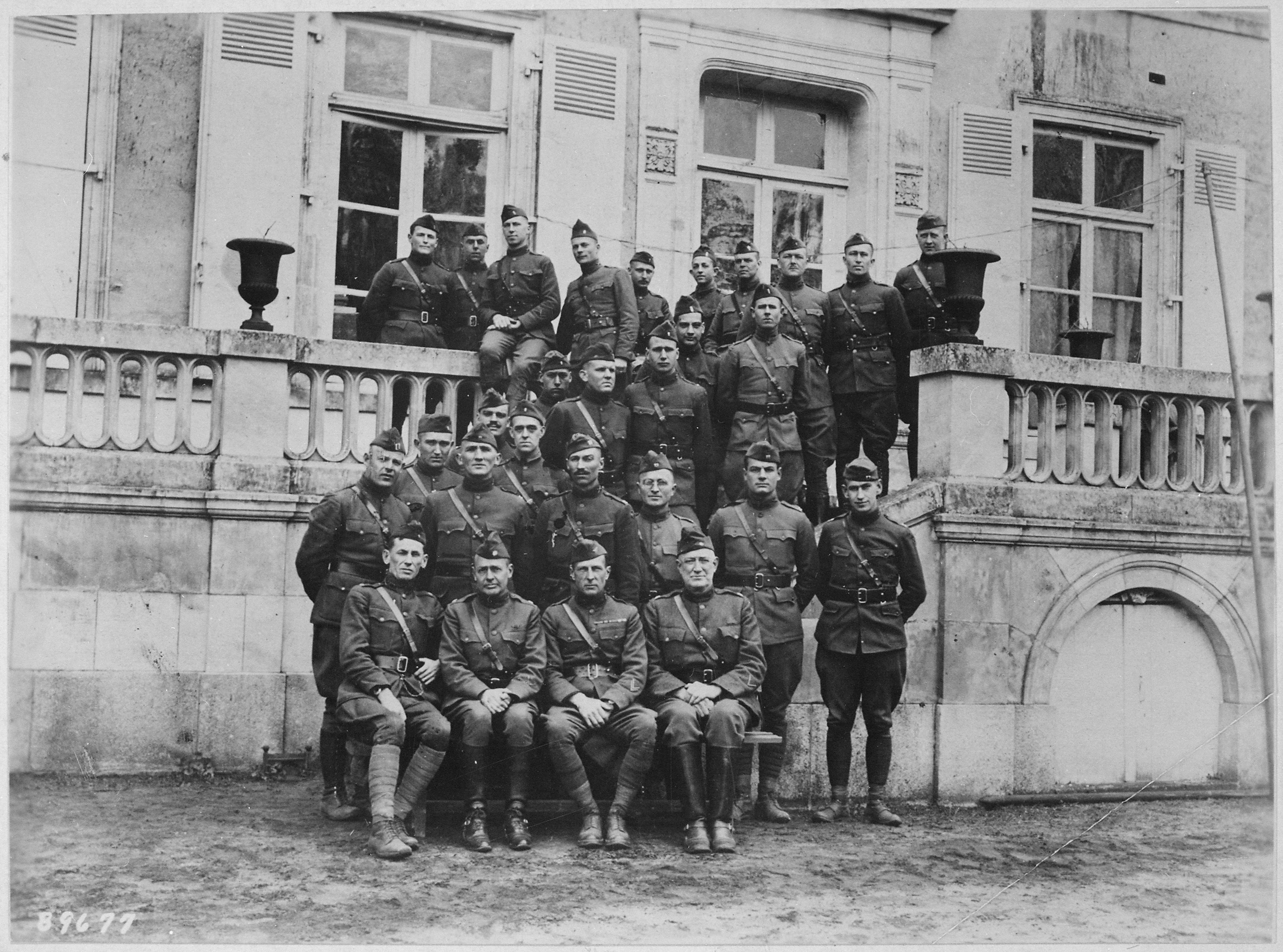
Oficials del 129 d'Artilleria de Camp, al quarter general del regiment a Chateau le Chanay prop de Courcemont, França, març de 1919. El capità Harry S.ruman es mostra a la segona fila, la tercera des de la dreta.

Truman va ser donat d'alta de l'exèrcit com a capità el 6 de maig de 1919. El 1920, va ser nomenat major en el Cos de Reserva d'Oficials. Va esdevenir tinent coronel el 1925 i coronel el 1932. Als anys 1920 i 1930 va comandar el 1r Batalló, 379è Artilleria de Camp, 102a Divisió d'Infanteria. [65] Després de la promoció a coronel, Truman va avançar al comandament del mateix regiment.
Després de la seva elecció al Senat dels Estats Units, Truman va ser traslladat al Grup General d'Assignaments, una unitat de retenció per als oficials menys actius, tot i que no havia estat consultat per endavant. Truman va protestar per la seva reassignació, la qual cosa va portar a la seva represa del comandament del regiment. Va romandre reservista actiu fins a principis de la dècada de 1940. Truman es va oferir voluntari per al servei militar actiu durant la Segona Guerra Mundial, però no va ser acceptat, en part a causa de l'edat, i en part perquè el president Franklin D. Roosevelt desitjava que els senadors i congressistes que pertanyien a les reserves militars recolzessin l'esforç de guerra romanent-hi al Congrés, o acabant el seu servei actiu i reprenent els seus escons al Congrés. Va ser un reservista inactiu des de principis de la dècada de 1940 fins que es va retirar com a coronel a la llavors redesignada Reserva de l'exèrcit dels Estats Units el 20 de gener de 1953.

### Premis i condecoracions militars
Truman va rebre la medalla de la victòria de la Primera Guerra Mundial amb dos fermalls de batalla (per a St. Mihiel i Meuse-Argonne) i un fermall del sector defensiu. També va rebre dues medalles de reserva de les Forces Armades.

## Política

### Jutge del comtat de Jackson

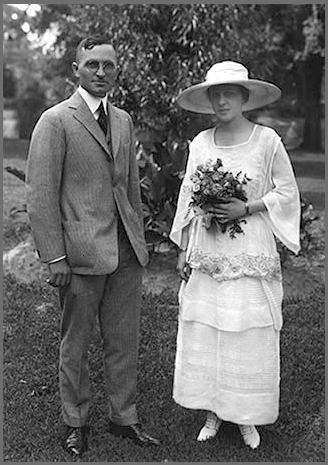
Harry i Bess Truman el dia del seu casament, el 28 de juny de 1919

Després del seu servei de guerra, Truman va tornar a Independence, on es va casar amb Bess Wallace el 28 de juny de 1919. La parella va tenir un fill, Mary Margaret Truman.
Poc abans del casament, Truman i Jacobson van obrir junts una merceria al 104 West 12th Street al centre de Kansas City. Després d'un breu èxit inicial, la botiga va fer fallida durant la recessió de 1921. Truman no va pagar l'últim dels deutes d'aquella empresa fins al 1935, quan ho va fer amb l'ajuda del banquer William T. Kemper, que va treballar entre bastidors per permetre que el germà de Truman, Vivian, comprés el pagaré de 5.600 dòlars de Truman durant la venda d'actius d'un banc que havia fet fallida durant la Gran Depressió. El valor del bitllet havia augmentat i baixat a mesura que es comprava i venia, s'acumulava interessos i Truman feia pagaments, de manera que quan l'últim banc que el tenia va fallar, tenia un valor de gairebé 9.000 dòlars. Gràcies als esforços de Kemper, Vivian Truman va poder comprar-lo per 1.000 dòlars. Jacobson i Truman van romandre amics propers fins i tot després que la seva botiga fracassés, i el consell de Jacobson a Truman sobre el sionisme més tard va tenir un paper important en la decisió del govern dels Estats Units de reconèixer Israel.
Amb l'ajuda de la maquinària demòcrata de Kansas City liderada per Tom Pendergast, Truman va ser elegit el 1922 com a jutge del tribunal del comtat del districte oriental del comtat de Jackson; el tribunal de tres jutges del comtat de Jackson incloïa jutges del districte occidental (Kansas City), el districte oriental. districte (el comtat fora de Kansas City) i un jutge president elegit per tot el comtat. Aquest era un tribunal administratiu més que judicial, semblant a les comissions de comtat de moltes altres jurisdiccions. Truman va perdre la seva campanya de reelecció de 1924 en una onada republicana liderada per les eleccions del president Calvin Coolidge per a un mandat complet. Dos anys venent membres de clubs d'automòbils el van convèncer que una carrera de servei públic era més segura per a un home de família que s'acostava a l'edat mitjana, i va planejar una candidatura per a jutge president el 1926.
Truman va guanyar el càrrec el 1926 amb el suport de la màquina Pendergast, i va ser reelegit el 1930. Com a jutge president, Truman va ajudar a coordinar el Pla decennal, que va transformar el comtat de Jackson i l'horitzó de Kansas City amb nous projectes d'obres públiques. inclosa una àmplia sèrie de carreteres i la construcció d'un nou edifici del Tribunal del Comtat dissenyat per Wight and Wight. També el 1926, es va convertir en president de la National Old Trails Road Association, i durant el seu mandat va supervisar la dedicació de 12 monuments de Madonna of the Trail per honrar les dones pioneres.
El 1933, Truman va ser nomenat director de Missouri per al programa de reocupació federal (part de l'Administració d'obres civils) a petició del director general de correus James Farley. Això va ser una compensació per a Pendergast per lliurar el vot de Kansas City a Franklin D. Roosevelt a les eleccions presidencials de 1932. El nomenament va confirmar el control de Pendergast sobre les feines de patrocini federal a Missouri i va marcar el zenit del seu poder. També va crear una relació entre Truman i l'ajudant de Roosevelt, Harry Hopkins, i va assegurar el suport àvid de Truman al New Deal.

### Senador dels Estats Units per Missouri
Després de servir com a jutge del comtat, Truman va voler presentar-se a governador o al Congrés, però Pendergast va rebutjar aquestes idees. Truman va pensar llavors que podria fer la seva carrera en alguna sinecura del comtat ben pagada; les circumstàncies van canviar quan Pendergast el va recolzar de mala gana com l'elecció de la maquinària a les eleccions primàries demòcrates de 1934 per al Senat dels Estats Units des de Missouri, després que les quatre primeres opcions de Pendergast havien rebutjat presentar-se. A les primàries, Truman va derrotar els congressistes John J. Cochran i Jacob L. Milligan amb el sòlid suport del comtat de Jackson, que va ser crucial per a la seva candidatura. També van ser crítics els contactes que havia fet a tot l'estat com a oficial del comtat, membre dels francmaçons, reservista militar, i membre de la Legió Americana.  A les eleccions generals, Truman va derrotar al republicà actual Roscoe C. Patterson per gairebé 20 punts percentuals en una onada contínua de demòcrates pro-New Deal elegits durant la Gran Depressió.
Truman va assumir el càrrec amb la reputació de el senador de Pendergast. Va referir les decisions de mecenatge a Pendergast, però va mantenir que va votar amb la seva pròpia consciència. Posteriorment va defensar les decisions de mecenatge dient que oferint una mica a la màquina, [va] estalviar molt. En el seu primer mandat, Truman es va pronunciar contra la cobdícia corporativa i els perills dels especuladors de Wall Street i altres interessos especials amb diners que assoleixen massa influència en els afers nacionals. Encara que va servir als comitès d'apropiacions i de comerç interestatal d'alt perfil, va ser ignorat en gran part pel president Roosevelt i va tenir problemes per rebre trucades de la Casa Blanca.
Durant les eleccions al Senat dels Estats Units el 1940, el fiscal nord-americà Maurice Milligan (el germà de l'antic oponent Jacob Milligan) i l'antic governador Lloyd Stark van desafiar Truman a les primàries demòcrates. Truman es va veure debilitat políticament per l'empresonament de Pendergast per evasió de l'impost sobre la renda l'any anterior; el senador s'havia mantingut lleial, havent afirmat que els jutges republicans (no l'administració de Roosevelt) eren els responsables de la caiguda del cap. El suport del líder del partit de St. Louis, Robert E. Hannegan, a Truman va resultar crucial; més tard va negociar l'acord que va posar Truman en el bitllet nacional. Al final, Stark i Milligan van dividir el vot anti-Pendergast a les primàries demòcrates del Senat i Truman va guanyar per un total de 8.000 vots. A les eleccions de novembre, Truman va derrotar el republicà Manvel H. Davis per un 51-49 per cent. Com a senador, Truman es va oposar tant a l'Alemanya nazi com a la Rússia comunista. Dos dies després que Hitler envaís la Unió Soviètica el juny de 1941, Truman va dir:
| « | Si veiem que Alemanya està guanyant, haurem d'ajudar Rússia, i si Rússia està guanyant, haurem d'ajudar Alemanya, i d'aquesta manera que matin el màxim possible, encara que no vull veure a Hitler victoriós sota cap circumstància | » |

Aquesta cita sense la seva última part es va convertir més tard en un element bàsic de la propaganda soviètica i posteriorment russa com a evidència d'una conspiració nord-americana per destruir el país.

#### Comitè Truman
A finals de 1940, Truman va viatjar a diverses bases militars. El malbaratament i els profits que va veure el van portar a utilitzar la seva presidència del Comitè d'Afers Militars del Subcomitè de Mobilització per a la Guerra per iniciar investigacions sobre abusos mentre la nació es preparava per a la guerra. Es va crear un nou comitè especial sota Truman per dur a terme una investigació formal; la Casa Blanca va donar suport a aquest pla en lloc de fer front a una investigació més hostil de la Cambra de Representants. La missió principal del comitè era exposar i combatre el malbaratament i la corrupció en els gegantins contractes governamentals en temps de guerra.
La iniciativa de Truman va convèncer els líders del Senat de la necessitat del comitè, que reflectia les seves demandes d'una administració honesta i eficient i la seva desconfiança cap a les grans empreses i Wall Street. Truman va gestionar el comitè amb una habilitat extraordinària i normalment va aconseguir consens, generant una gran publicitat mediàtica que li va donar una reputació nacional. Les activitats del Comitè Truman anaven des de criticar els  homes d'un dòlar a l'any  contractats pel govern, molts dels quals van resultar ineficaços, fins a investigar un projecte d'habitatges de Nova Jersey construït malament per als treballadors de la guerra. Al març de 1944, Truman va intentar investigar el costós Projecte Manhattan, però el secretari de Guerra Henry L. Stimson el va convèncer perquè interrompés la investigació.
Segons els informes, el comitè va estalviar fins a 15.000 milions de dòlars (equivalent a 250.000 milions de dòlars el 2022) i les seves activitats van posar Truman a la portada de la revista Time magazine. D'acord amb les actes històriques del Senat, en dirigir el comitè, Truman va esborrar la seva imatge pública anterior com a responsable d'encàrrecs per als polítics de Kansas City, i cap senador va obtenir mai majors beneficis polítics de presidir un comitè d'investigació especial que no ho va fer. Harry S. Truman de Missouri.

## Vice presidència (1945)
Els assessors de Roosevelt sabien que Roosevelt podria no viure un quart mandat i que molt probablement el seu vicepresident es convertiria en el proper president. Henry Wallace havia servit com a vicepresident de Roosevelt durant quatre anys i era popular a l'esquerra, però se'l considerava massa a l'esquerra i massa amable per treballar per alguns dels consellers de Roosevelt. El president i diversos dels seus confidents volien substituir Wallace per algú més acceptable per als líders del Partit Demòcrata. El president del Comitè Nacional Demòcrata sortint Frank C. Walker, el president entrant Hannegan, el tresorer del partit Edwin W. Pauley, el cap del partit del Bronx Ed Flynn, l'alcalde de Chicago Edward Joseph Kelly i el lobbyista George E. Allen volien mantenir a Wallace fora de la butlleta.. Roosevelt va dir als líders del partit que acceptaria Truman o el jutge del Tribunal Suprem William O. Douglas.
Els líders dels partits de l'estat i la ciutat preferien molt Truman, i Roosevelt hi va acceptar. Truman havia dit repetidament que no estava en la carrera i que no volia la vicepresidència, i es va mantenir reticent. Una de les raons va ser que la seva dona i la seva germana Mary Jane estaven totes dues a la nòmina del personal del Senat, i temia una publicitat negativa. Truman no va fer campanya pel lloc de vicepresidència, tot i que va acollir l'atenció com una prova que s'havia convertit en més que el senador de Pendergast.. La nominació de Truman va ser batejada com el Segon Compromís de Missouri  i va ser ben rebuda. El tàndem Roosevelt–Truman va aconseguir una victòria electoral de 432–99 a les eleccions, derrotant la parella republicana del governador Thomas E. Dewey de Nova York i del governador John Bricker d'Ohio. Truman va jurar com a vicepresident el 20 de gener de 1945. Després de la presa de possessió, Truman va trucar a la seva mare, que li va dir: Ara porta-t'hi bé.
La breu vicepresidència de Truman va ser relativament tranquil·la. Truman va presidir principalment el Senat i va assistir a festes i recepcions. Va mantenir les mateixes oficines dels seus anys al Senat, la majoria només utilitzant l'oficina oficial del vicepresident al Capitoli per saludar els visitants. Truman va ser el primer vicepresident que se li va assignar un agent del Servei Secret. Truman va imaginar l'oficina com un enllaç entre el Senat i el president. El 10 d'abril de 1945, Truman va emetre el seu únic vot de desempat com a president del Senat, en contra d'una esmena de Robert A. Taft que hauria bloquejat el lliurament de postguerra dels articles de la Llei de Préstec i Arrendament contractats durant el guerra. Roosevelt poques vegades es posava en contacte amb ell, ni tan sols per informar-lo de decisions importants; el president i el vicepresident es van reunir sols només dues vegades durant el seu mandat.
En un dels seus primers actes com a vicepresident, Truman va crear certa controvèrsia quan va assistir al funeral de Pendergast, deshonrat. Va deixar de banda les crítiques i va dir simplement: Ell sempre va ser el meu amic i jo sempre he estat seu. Poques vegades havia parlat d'afers mundials o de política interna amb Roosevelt; no estava informat sobre les principals iniciatives relacionades amb la guerra i el projecte Manhattan ultrasecret, que estava a punt de provar la primera bomba atòmica del món. En un esdeveniment que va generar publicitat negativa per a Truman, va ser fotografiat amb l'actriu Lauren Bacall asseguda dalt del piano al National Press Club mentre actuava per als soldats.
Truman havia estat vicepresident durant 82 dies quan el president Roosevelt va morir el 12 d'abril de 1945. Truman, que presidia el Senat, com de costum, acabava d'ajornar la sessió del dia i s'estava preparant per prendre una copa al president de la Cambra, Sam. Rayburn quan va rebre un missatge urgent per anar immediatament a la Casa Blanca, on Eleanor Roosevelt li va dir que el seu marit havia mort després d'una hemorràgia cerebral massiva. Truman li va preguntar si podia fer alguna cosa per ella; ella va respondre: Podem fer alguna cosa per tu ? Perquè ara ets tu el que està en problemes!Va ser investit com a president a les 19:09 a l'ala oest de la Casa Blanca, pel president del justícia Harlan F. Stone.

## Presidència (1945–1953)
A la Casa Blanca, Truman va substituir els residus de Roosevelt per vells confidents. La Casa Blanca tenia una falta de personal amb no més d'una dotzena d'ajudants; amb prou feines podien mantenir-se al dia amb el pesat flux de treball d'un departament executiu molt ampliat. Truman actuava com el seu propi cap de gabinet diàriament, així com el seu propi enllaç amb el Congrés, un organisme que ja coneixia molt bé. No estava ben preparat per tractar amb la premsa i mai va aconseguir la jovial familiaritat de FDR. Ple d'ira latent per tots els contratemps de la seva carrera, desconfiava amargament dels periodistes. Els va veure com enemics a l'aguait del seu següent error descuidat. Truman era un treballador molt dur, sovint fins a l'esgotament, cosa que el deixava irritat, molest fàcilment i a punt de semblar poc presidencial o mesquin. Pel que fa als grans temes, els va parlar en profunditat amb els principals assessors. Dominava els detalls del pressupost federal tant com ningú. Truman era un orador pobre llegint un text. No obstant això, la seva ira visible el va convertir en un orador eficaç, denunciant els seus enemics mentre els seus partidaris li cridaven Give Em Hell, Harry!
Truman es va envoltar dels seus vells amics i va nomenar diversos càrrecs alts que semblaven molt més enllà de la seva competència, inclosos els seus dos secretaris d'Hisenda, Fred Vinson i John Snyder. El seu amic més proper a la Casa Blanca va ser el seu ajudant militar Harry H. Vaughan, que sabia poc d'afers militars o estrangers i va ser criticat per negociar l'accés a la Casa Blanca per regals cars. A Truman li encantava passar el màxim de temps possible jugant al pòquer, explicant històries i bevent bourbon. Alonzo Hamby assenyala que:
| « | ... per a molts en el públic en general, els jocs d'atzar i el bourbon, per molt discrets que siguin, no eren del tot presidencials. Tampoc l'estil intempestiu de la campanya "Dona'ls l'infern" ni alguna que altra frase profana pronunciada en públic. El pòquer va exemplificar un problema més gran: la tensió entre els seus intents d'una imatge de lideratge necessàriament un retall per sobre del normal i una informalitat que de vegades semblava tocar la cruesa.. | » |

### Primer mandat (1945–1949)

#### Assumir l'oficina
Vegeu també: Bombardeigs atòmics d'Hiroshima i Nagasaki

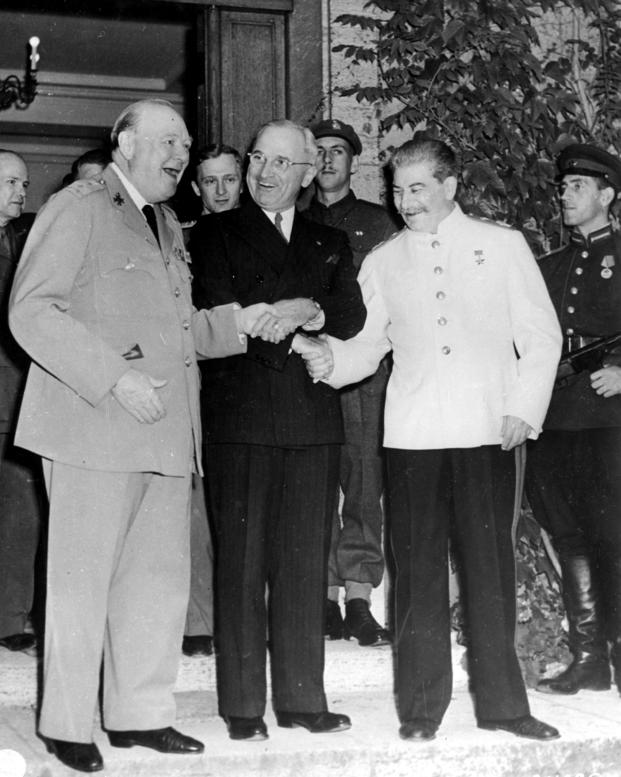
Winston Churchill, Harry S. Truman i Stalin a Potsdam, juliol de 1945

En el seu primer dia sencer, Truman va dir als periodistes: «Nois, si alguna vegada reseu, pregueu per mi ara. No sé si mai us vau caure una càrrega de fenc, però quan em van explicar el que va passar ahir, baig sentir com si la lluna, les estrelles i tots els planetes m'haguessin caigut al damunt». Truman va demanar a tots els membres del gabinet de Roosevelt que es mantinguessin al seu lloc, però aviat els va substituir gairebé tots, especialment amb vells amics dels seus dies al Senat.

#### Llançament de bombes atòmiques al Japó
Truman es va beneficiar d'un període de lluna de mel per l'èxit de derrotar l'Alemanya nazi a Europa i la nació va celebrar el Dia de la Victòria a Europa el 8 de maig de 1945, el seu 61è aniversari.
Encara que a Truman se li va dir breument la tarda del 12 d'abril que tenia una nova arma altament destructiva, no va ser fins al 25 d'abril que el secretari de Guerra Henry Stimson li va explicar els detalls:
| «                                                                                     | Hem descobert la bomba més terrible de la història del món. Pot ser la destrucció del foc profetitzada a l'era de la vall de l'Eufrates, després de Noè i la seva fabulosa Arca. | » |
| — Harry Truman, escrivint sobre la bomba atòmica al seu diari el 25 de juliol de 1945 | |   |

Truman va viatjar a Berlín per a la Conferència de Potsdam amb Iósif Stalin i el líder britànic Winston Churchill. Era allà quan va saber que la prova Trinity —la primera bomba atòmica— el 16 de juliol havia tingut èxit. Va donar a entendre a Stalin que estava a punt d'utilitzar un nou tipus d'arma contra els japonesos. Tot i que aquesta era la primera vegada que els soviètics rebien informació oficial sobre la bomba atòmica, Stalin ja estava al corrent del projecte de la bomba, havent-ne après a través de l'espionatge atòmic molt abans que Truman ho fes.
A l'agost, el govern japonès va rebutjar les demandes de rendició tal com es descriu específicament a la Declaració de Potsdam. Amb la imminent invasió del Japó, Truman va aprovar el calendari per llançar les dues bombes disponibles. Truman va mantenir la posició que atacar el Japó amb bombes atòmiques va salvar moltes vides a banda i banda; una estimació militar per a la invasió del Japó presentada a Truman per Herbert Hoover indicava que una invasió podria trigar almenys un any i provocar entre 500.000 i 1.000.000 de baixes aliades Un estudi fet per al personal del Secretari de Guerra Henry L. Stimson per William Shockley va estimar que la invasió del Japó costaria entre 1,7 i 4 milions de baixes nord-americanes, incloses entre 400.000 i 800.000 víctimes mortals, i de cinc a deu milions de morts japoneses si hi participaven civils en la defensa del Japó. Les Forces del Servei de l'Exèrcit dels Estats Units van estimar en el seu document Redesplegament de l'exèrcit dels Estats Units després de la derrota d'Alemanya, que entre juny de 1945 i desembre de 1946 l'exèrcit hauria de proporcionar substituts per a 43.000 morts i evacuats ferits cada mes durant aquest període. A partir de l'anàlisi del calendari de substitució i les forces previstes als teatres estrangers, va suggerir que les pèrdues de l'exèrcit només en aquestes categories, excloent la Marina i el Cos de Marines, serien aproximadament 863.000 fins a la primera part de 1947, dels quals 267.000 moririen. o desapareixerien.

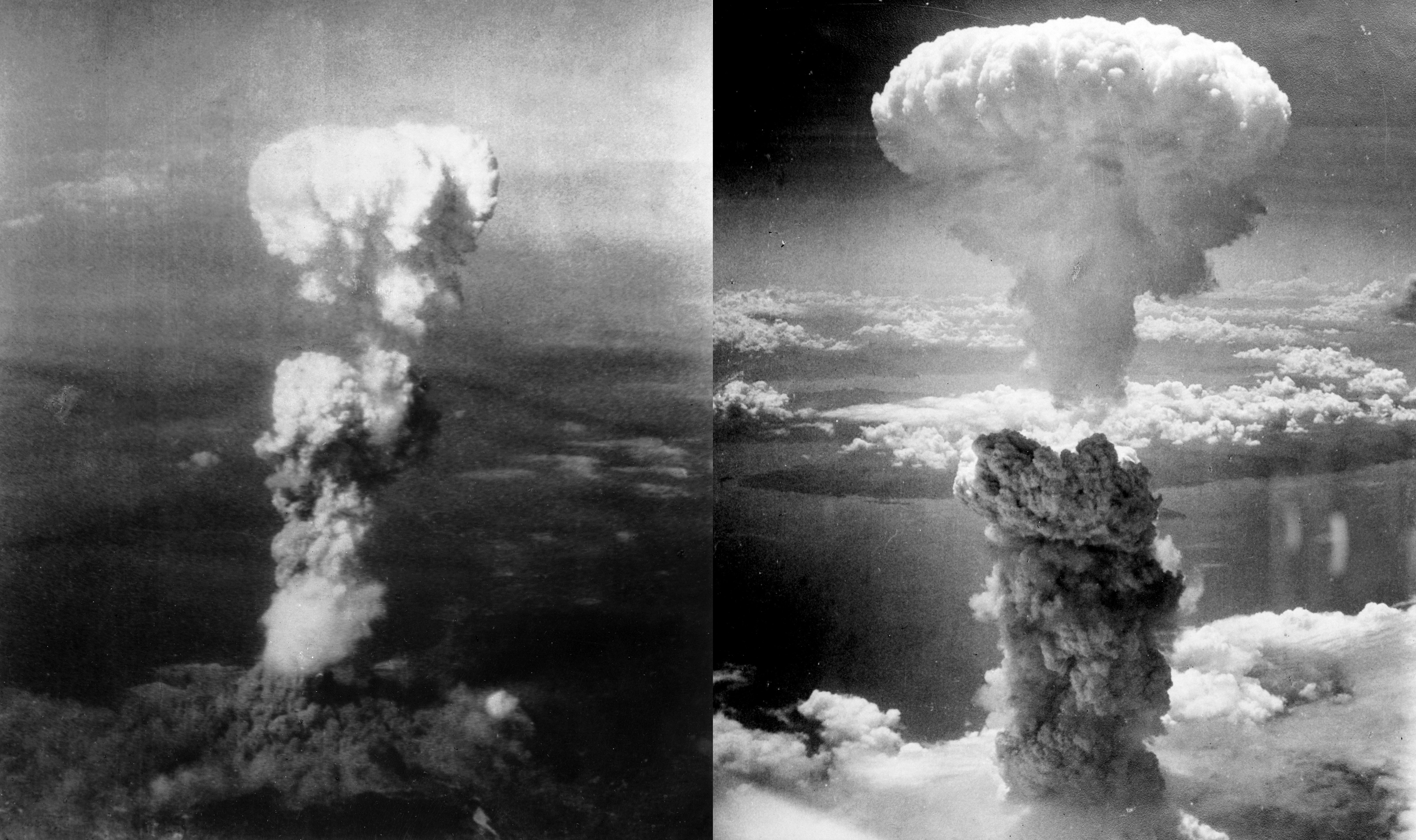
Els bombardeigs atòmics d'Hiroshima i Nagasaki del 6 i el 9 d'agost, respectivament, van ser autoritzats pel President Truman

Hiroshima va ser bombardejada el 6 d'agost, i Nagasaki tres dies després, deixant 105.000 morts La Unió Soviètica va declarar la guerra al Japó el 9 d'agost i va envair Manxúria. El Japó va acceptar rendir-se l'endemà.

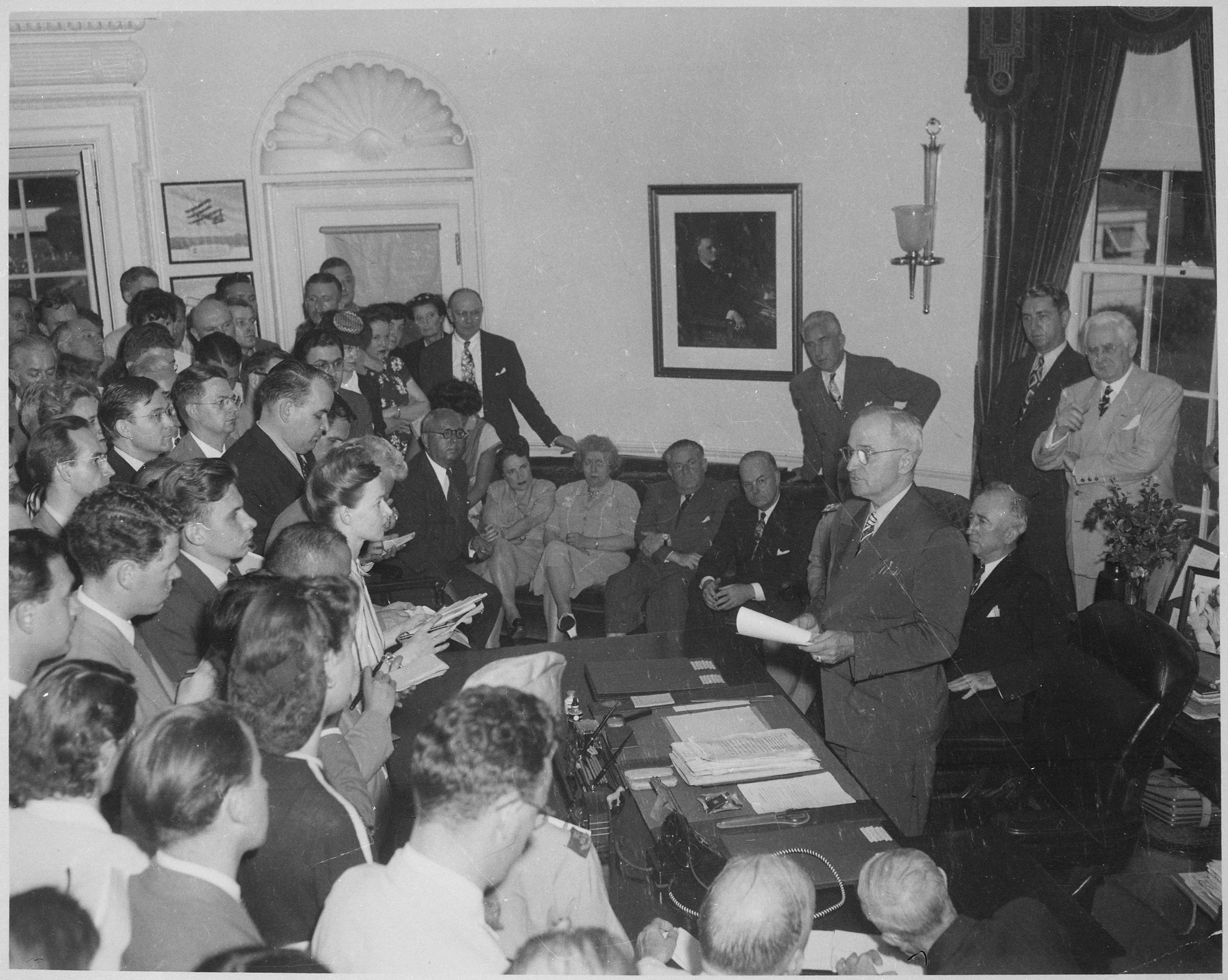
Truman anuncia la rendició del Japó el 14 d'agost de 1945 des del Despatx Oval.

Els partidaris de la decisió de Truman argumenten que, donada la tenaç defensa japonesa de les illes perifèriques, els bombardejos van salvar centenars de milers de vides de presoners aliats, civils japonesos i combatents d'ambdós bàndols que s'haurien perdut en una invasió del Japó. Algunes crítiques modernes han argumentat que l'ús d'armes nuclears era innecessari, atès que els atacs convencionals o un bombardeig demostratiu d'una zona deshabitada podrien haver forçat la rendició del Japó i, per tant, afirmen que l'atac va constituir un crim de guerra. El 1948 Truman va defensar la seva decisió d'utilitzar bombes atòmiques:
| « | Com a president dels Estats Units, vaig tenir la fatídica responsabilitat de decidir si feia servir o no aquesta arma per primera vegada. Va ser la decisió més difícil que he hagut de prendre mai. Però el president no pot evitar problemes difícils, no pot passar-se el fons. Vaig prendre la decisió després de converses amb els homes més hàbils del nostre govern i després d'una llarga i pregària consideració. Vaig decidir que la bomba s'havia d'utilitzar per posar fi a la guerra ràpidament i salvar innombrables vides, tant japoneses com americanes. | » |

Truman va continuar defensant-se fermament a les seves memòries entre 1955 i 1956, afirmant que moltes vides s'haurien pogut perdre si els Estats Units haguessin envaït el Japó continental sense les bombes atòmiques. El 1963, va mantenir la seva decisió i va dir a un periodista es va fer per salvar 125.000 joves del costat nord-americà i 125.000 del costat japonès de ser morts i això és el que va fer. Probablement també va salvar mig milió de joves en tots dos costat de ser mutilat de per vida.

#### Sindicats, vagues i qüestions econòmiques
El final de la Segona Guerra Mundial va ser seguit per una transició incòmoda de la guerra a una economia en temps de pau. Els costos de l'esforç de guerra havien estat enormes, i Truman tenia la intenció de disminuir els serveis militars el més aviat possible per reduir les despeses militars del govern. L'efecte de la desmobilització en l'economia era desconegut, les propostes es van rebre amb escepticisme i resistència, i existien pors que la nació tornés a lliscar cap a la depressió. En els últims anys de Roosevelt, el Congrés va començar a reafirmar el poder legislatiu i Truman es va enfrontar a un òrgan del Congrés on els republicans i els demòcrates conservadors del sud van formar un poderós bloc de votació de coalició conservadora. El New Deal havia reforçat molt els sindicats i van formar una base important de suport al Partit Demòcrata de Truman. Els republicans, treballant amb les grans empreses, van fer de la seva màxima prioritat debilitar aquests sindicats. Els sindicats havien estat promoguts pel govern durant la guerra i van intentar que els seus guanys siguin permanents mitjançant vagues a gran escala a les principals indústries. Mentrestant, els controls de preus estaven acabant lentament i la inflació augmentava. La resposta de Truman a la insatisfacció generalitzada va ser vista generalment com a ineficaç.

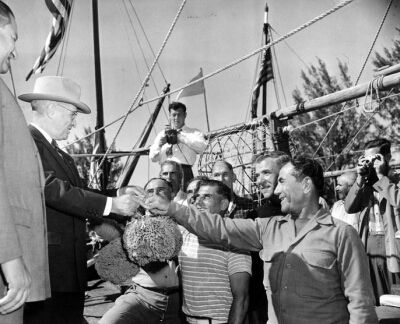
Truman amb bussejadors d'esponges greco-americans a Florida, 1947

Quan una vaga ferroviària nacional va amenaçar el maig de 1946, Truman es va apoderar dels ferrocarrils en un intent de contenir el problema, però dos sindicats ferroviaris clau van atacar de totes maneres. Tot el sistema ferroviari nacional va ser tancat, immobilitzant 24.000 trens de mercaderies i 175.000 trens de passatgers al dia. Durant dos dies, la ira pública va augmentar. El seu personal va preparar un discurs que Truman va llegir al Congrés demanant una nova llei, per la qual els vaguistes del ferrocarril serien reclutats a l'exèrcit. Quan va concloure el seu discurs, li van lliurar una nota que la vaga s'havia resolt en termes presidencials; tanmateix, unes hores més tard, la Cambra va votar la convocatòria dels vaguistes. El projecte de llei va morir al Senat.

#### L'índex d'aprovació baixa; Els republicans guanyen el Congrés el 1946
La taxa d'aprovació del president va baixar del 82% a les enquestes el gener de 1946 al 52% al juny. Aquesta insatisfacció va provocar grans pèrdues demòcrates a les eleccions de mig mandat de 1946, i els republicans van prendre el control del Congrés per primera vegada des de 1930. Quan Truman va caure al 32 per cent a les enquestes, el senador demòcrata d'Arkansas William Fulbright va suggerir que Truman dimitiés; el president va dir que no li importava el que digués el senador Halfbright.
Truman va cooperar estretament amb els líders republicans en política exterior, però els va lluitar amargament en temes interns. El poder dels sindicats va ser reduït significativament per la Llei Taft-Hartley que es va promulgar sobre el vet de Truman. Truman va vetar dues vegades projectes de llei per reduir els tipus d'impost sobre la renda el 1947. Tot i que els vetos inicials es van mantenir, el Congrés va anul·lar el seu veto d'un projecte de llei de retallades d'impostos el 1948. En un cas notable de bipartidisme, el Congrés va aprovar la Llei de successió presidencial de 1947, que va substituir el secretari d'estat amb el president de la Cambra i el president pro tempore del Senat com a successor del president després del vicepresident.

#### Proposa el liberalismeFair Deal
Mentre es preparava per a les eleccions de 1948, Truman va deixar clara la seva identitat com a demòcrata en la tradició del New Deal, advocant per l'assegurança nacional de salut, i la derogació de la Llei Taft-Hartley. Va trencar amb el New Deal iniciant un programa agressiu de drets civils que va anomenar una prioritat moral. La seva visió econòmica i social va constituir una àmplia agenda legislativa que va passar a anomenar-se Fair Deal. Les propostes de Truman no van ser ben rebudes pel Congrés, fins i tot amb majories demòcrates renovades al Congrés després de 1948. El Sud sòlid va rebutjar els drets civils ja que aquests estats encara imposaven la segregació. Només un dels principals projectes de llei de Fair Deal, la Llei d'habitatge de 1949, es va promulgar mai. Molts dels programes del New Deal que van persistir durant la presidència de Truman han rebut millores i extensions menors.

#### Pla Marshall, Guerra Freda i Xina

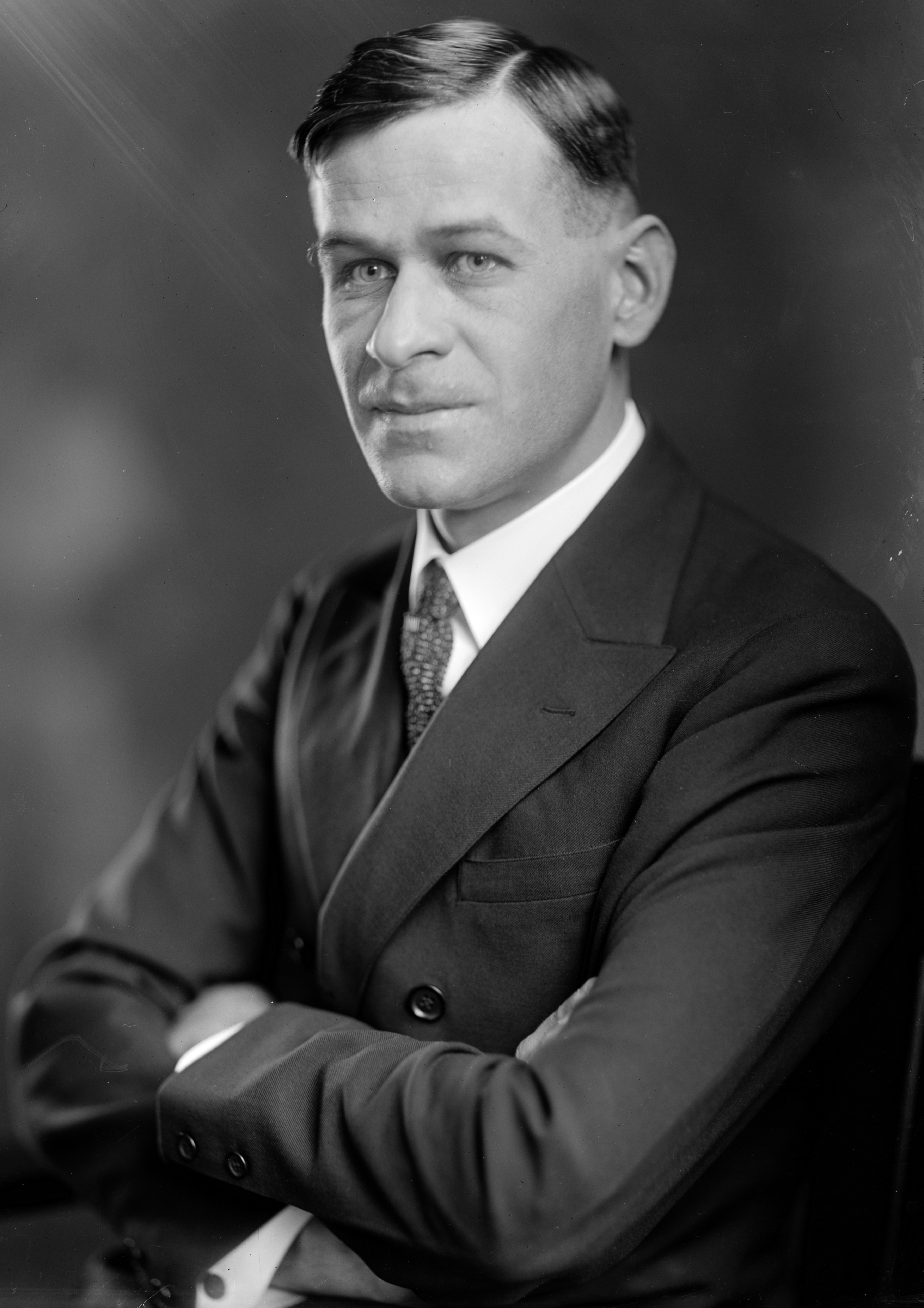
El secretari de premsa de Truman era el seu vell amic Charles Griffith Ross. Tenia una gran integritat, però, diu Alonzo L. Hamby, com a ajudant sènior de la Casa Blanca que era, «un millor periodista que un gestor de notícies, mai va establir una política de coordinació de comunicats de notícies a tota la branca executiva, detalls freqüentment despistats, mai desenvolupats... una estratègia per comercialitzar la imatge del president i no va aconseguir establir un gabinet de premsa sòlid».

Com a internacionalista wilsonià, Truman va donar suport a la política de Roosevelt a favor de la creació de les Nacions Unides i va incloure Eleanor Roosevelt a la delegació a la primera Assemblea General de l'ONU. Amb la Unió Soviètica ampliant la seva esfera d'influència per l'Europa de l'Est, Truman i els seus assessors de política exterior van adoptar una línia dura contra l'URSS. En això, va coincidir amb l'opinió pública nord-americana que ràpidament va arribar a creure que els soviètics estaven decidits a dominar el món.
Tot i que tenia poca experiència personal en qüestions estrangeres, Truman va escoltar atentament els seus principals assessors, especialment George Marshall i Dean Acheson. Els republicans van controlar el Congrés entre 1947 i 1948, de manera que va treballar amb els seus líders, especialment amb el senador Arthur H. Vandenburg, president del poderós Comitè de Relacions Exteriors. Va guanyar el suport bipartidista tant per a la Doctrina Truman, que formalitzava una política de contenció soviètica, com per al Pla Marshall, que tenia com a objectiu ajudar a reconstruir l'Europa de la postguerra.
Per aconseguir que el Congrés gastés les grans sumes necessàries per reiniciar l'economia europea moribunda, Truman va utilitzar un argument ideològic, argumentant que el comunisme floreix a les zones econòmicament desfavorides. Com a part de l'estratègia de la Guerra Freda dels Estats Units, Truman va signar la Llei de Seguretat Nacional de 1947 i va reorganitzar les forces militars fusionant el Departament de Guerra i el Departament de la Marina en l'Establiment Militar Nacional (més tard el Departament de Defensa) i creant la Força Aèria dels Estats Units. La llei també va crear l'Agència Central d'Intel·ligència (CIA) i el Consell de Seguretat Nacional. El 4 de novembre de 1952, Truman va autoritzar la creació oficial, encara que en aquell moment, confidencial de l'Agència de Seguretat Nacional (NSA).
Truman no sabia què fer amb la Xina, on els nacionalistes i els comunistes estaven lluitant en una guerra civil a gran escala. Els nacionalistes havien estat aliats importants en temps de guerra i tenien un suport popular a gran escala als Estats Units, juntament amb un poderós lobby. El general George Marshall va passar la major part de 1946 a la Xina intentant negociar un compromís, però va fracassar. Va convèncer a Truman que els nacionalistes mai guanyarien pel seu compte i que una intervenció nord-americana a gran escala per aturar els comunistes debilitaria significativament l'oposició dels Estats Units als soviètics a Europa. El 1949, els comunistes sota Mao Zedong havien guanyat la guerra civil, els Estats Units tenien un nou enemic a Àsia i Truman va ser criticat pels conservadors per perdre la Xina.

#### Pont aeri de Berlín
El 24 de juny de 1948, la Unió Soviètica va bloquejar l'accés als tres sectors occidentals de Berlín. Els aliats no havien negociat cap acord per garantir el subministrament dels sectors profunds dins de la zona ocupada pels soviètics. El comandant de la zona d'ocupació nord-americana a Alemanya, el general Lucius D. Clay, va proposar enviar una gran columna blindada a través de la zona soviètica fins a Berlín Occidental amb instruccions per defensar-se si era aturada o atacada. Truman creia que això comportaria un risc inacceptable de guerra. Va aprovar el pla d'Ernest Bevin de subministrar la ciutat bloquejada per via aèria.
El 25 de juny, els aliats van iniciar el pont aeri de Berlín, una campanya per lliurar aliments, carbó i altres subministraments utilitzant avions militars a gran escala. No s'havia intentat mai res semblant, i cap nació no tenia la capacitat, ni logística ni materialment, per aconseguir-ho. El pont aeri va funcionar; l'accés terrestre es va tornar a concedir l'11 de maig de 1949. No obstant això, el pont aeri va continuar durant diversos mesos després d'això. El pont aeri de Berlín va ser un dels grans èxits de la política exterior de Truman; va ajudar significativament a la seva campanya electoral el 1948.

#### Reconeixement d'Israel

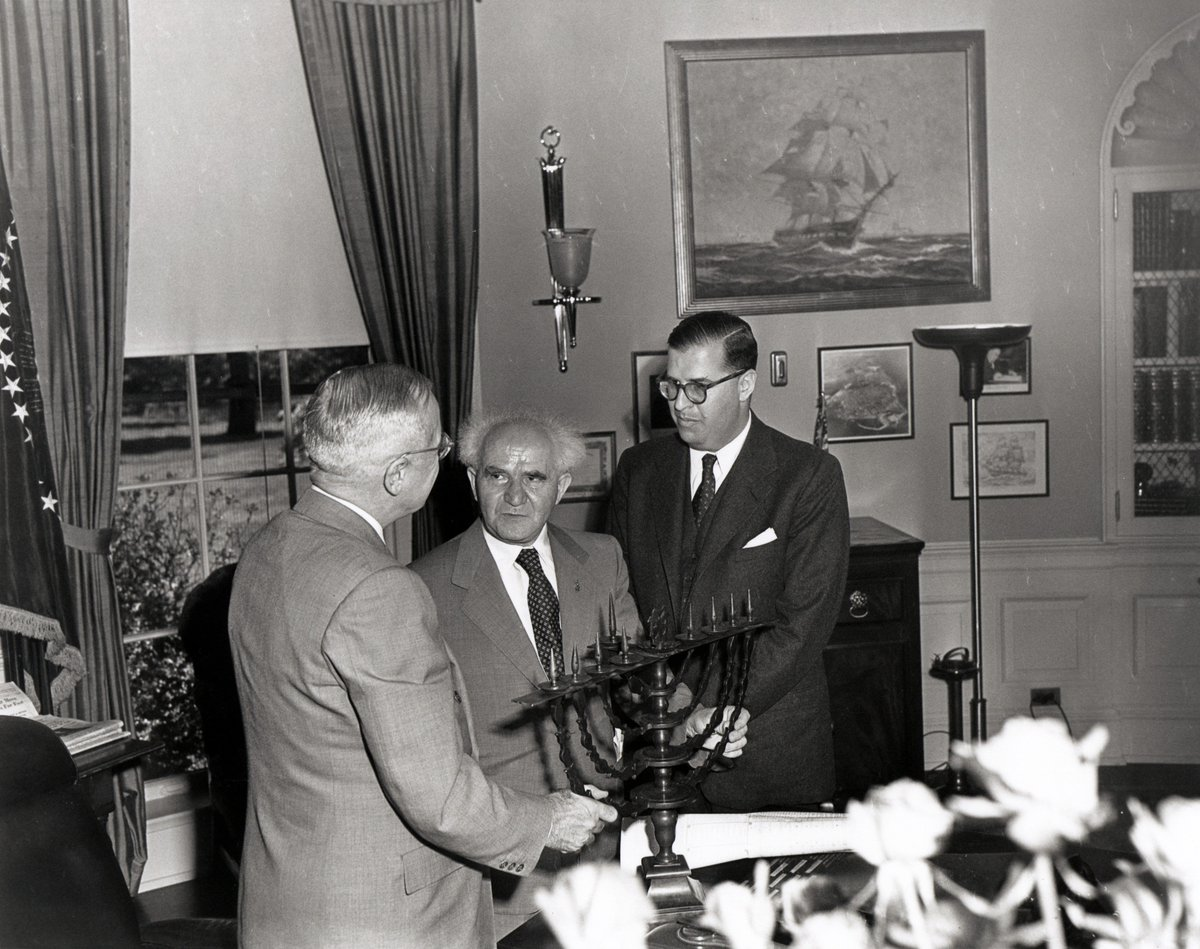
Truman al Despatx Oval, rebent una Menorà de Hanukkah del primer ministre d'Israel, David Ben-Gurion (al centre). A la dreta hi ha Abba Eban, ambaixador d'Israel als Estats Units.

Truman s'havia interessat durant molt de temps per la història de l'Orient Mitjà i simpatitzava amb els jueus que intentaven restablir la seva antiga pàtria a la Palestina Mandatòria. Com a senador, va anunciar el suport al sionisme; el 1943 va demanar una pàtria per a aquells jueus que sobrevisquessin al règim nazi. Tanmateix, els funcionaris del Departament d'Estat es van mostrar reticents a ofendre els àrabs, que s'oposaven a l'establiment d'un estat jueu a la gran regió poblada i dominada culturalment pels àrabs. El secretari de Defensa James Forrestal va advertir Truman de la importància del petroli de l'Aràbia Saudita en una altra guerra; Truman va respondre que decidiria la seva política sobre la base de la justícia, no del petroli. Els diplomàtics nord-americans amb experiència a la regió es van oposar, però Truman els va dir que tenia pocs àrabs entre els seus electors.
Palestina era secundària a l'objectiu de protegir el nivell nord de Grècia, Turquia i l'Iran del comunisme, tal com prometia la doctrina Truman. Cansat tant de la política enrevessada del Pròxim Orient com de la pressió dels líders jueus, Truman estava indecis sobre la seva política i era escèptic sobre com els desfavorits jueus farien anar el poder. Més tard va citar com a decisiu en el seu reconeixement de l'estat jueu els consells del seu antic soci comercial, Eddie Jacobson, un jueu no religiós en qui Truman confiava absolutament.
Truman va decidir reconèixer Israel davant les objeccions del secretari d'estat George Marshall, que temien que això perjudiqués les relacions amb els estats àrabs poblats. Marshall creia que l'amenaça primordial per als Estats Units era la Unió Soviètica i temia que el petroli àrab es perdés als Estats Units en cas de guerra; va advertir a Truman que els Estats Units «estaven jugant amb foc sense res per apagar-lo». Truman va reconèixer l'Estat d'Israel el 14 de maig de 1948, onze minuts després que es declarés una nació. Sobre la seva decisió de reconèixer l'estat israelià, Truman va dir en una entrevista anys més tard: «Hitler havia estat assassinant jueus a dreta i esquerra. Ho vaig veure i ho somio fins i tot fins avui. Els jueus necessitaven. algun lloc on poguessin anar. És la meva actitud que el govern nord-americà no podria quedar-se de braços mentre les víctimes [de] la bogeria de Hitler no tenen permís per construir noves vides».

#### Crides pels drets civils
Sota el seu predecessor, Franklin D. Roosevelt, es va crear el Comitè de Pràctiques Justes d'Ocupació per abordar la discriminació racial en l'ocupació, i el 1946, Truman va crear el Comitè de Drets Civils del President. El 29 de juny de 1947, Truman es va convertir en el primer president a dirigir-se a l'Associació Nacional per a l'Avenç de les Persones de Color (NAACP). El discurs va tenir lloc al Lincoln Memorial durant la convenció NAACP i es va transmetre a la ràdio nacional. En aquest discurs, Truman va exposar la necessitat d'acabar amb la discriminació, que seria avançada per la primera legislació integral de drets civils proposada presidencialment. Truman sobre els drets civils i la llibertat humana, va declarar:
| « | És la meva profunda convicció que hem arribat a un punt d'inflexió en la llarga història dels esforços del nostre país per garantir la llibertat i la igualtat a tots els nostres ciutadans... avui és més important que mai garantir que tots els nord-americans gaudeixin d'aquests drets.... [I] Quan dic tots els nord-americans, em refereixo a tots els nord-americans... La nostra tasca immediata és eliminar les últimes restes de les barreres que s'interposen entre milions dels nostres ciutadans i el seu dret de naixement. No hi ha cap motiu justificat per a la discriminació per raó d'ascendència, religió, raça o color. No hem de tolerar aquestes limitacions a la llibertat de cap dels nostres pobles i al seu gaudi dels drets bàsics que ha de posseir tot ciutadà en una societat realment democràtica. Tot home ha de tenir dret a una llar digna, dret a una educació, dret a una atenció mèdica adequada, dret a un treball que valgui la pena, dret a participar en igualtat de condicions en la presa de decisions públiques mitjançant la votació i dret a un judici just en un tribunal just. Hem de garantir que tots els ciutadans gaudeixin d'aquests drets, en igualtat de condicions. A aquests principis prometo el meu suport total i continuat. Molta gent de la nostra gent encara pateix la indignitat de l'insult, la por desgarradora de la intimidació i, lamento dir-ho, l'amenaça de lesions físiques i la violència de la multitud. Els prejudicis i la intolerància en què estan arrelats aquests mals encara existeixen. La consciència de la nostra nació i la maquinària legal que la fa complir encara no han assegurat a cada ciutadà la llibertat total de la por. | » |

El febrer de 1948, Truman va lliurar un missatge formal al Congrés demanant l'adopció del seu programa de 10 punts per garantir els drets civils, incloent-hi l'anti-linxament, els drets dels votants i l'eliminació de la segregació. Cap acte polític des del Compromís de 1877, va argumentar el biògraf Taylor Branch, va influir tan profundament en les relacions racials; en cert sentit va ser una derogació de 1877.

### Eleccions de 1948

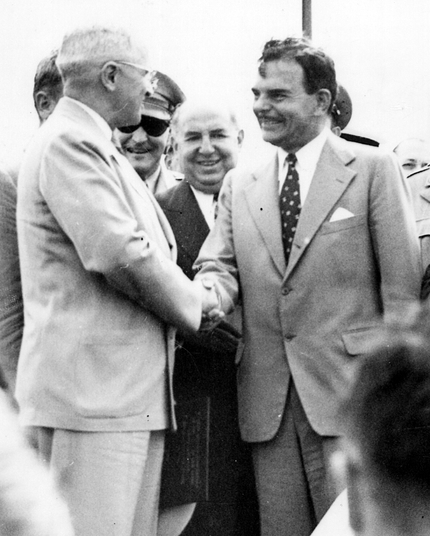
El president Truman (esquerra) amb el governador Governor Dewey (dreta) a la dedicació de l'aeroport d'Idlewild a la ciutat de Nova York el 31 de juliol de 1948. Aquesta va ser la seva primera reunió des que van ser nomenats candidats presidencials pels seus partits.

Les eleccions presidencials de 1948 es recorden per la sorprenent victòria de Truman. A la primavera de 1948, la taxa d'aprovació pública de Truman era del 36 per cent, i el president era gairebé universalment considerat com a incapaç de guanyar les eleccions generals. A la Convenció Nacional Demòcrata de 1948, Truman va intentar unificar el partit amb una vaga taula de drets civils a la plataforma del partit. La seva intenció era pal·liar els conflictes interns entre les ales nord i sud del seu partit. Els esdeveniments van superar els seus esforços. Un discurs contundent pronunciat per l'alcalde Hubert Humphrey de Minneapolis —així com els interessos polítics locals d'una sèrie de caps urbans— va convèncer la convenció d'adoptar un pla de drets civils més fort, que Truman va aprovar de tot cor. Truman va pronunciar un discurs d'acceptació agressiu atacant el 80è Congrés, que Truman va anomenar el Congrés de no fer res'' i va prometre guanyar les eleccions i que els agradi a aquests republicans.
| «                                                                             | Els republicans aproven l'agricultor nord-americà, però estan disposats a ajudar a que s'arruïni. Tenen quatre places per a la casa nord-americana, però no per a l'habitatge. Són forts per al treball, però són més forts per restringir els drets laborals. Afavoreixen el salari mínim: com més petit sigui el salari mínim, millor. Avalen les oportunitats educatives per a tothom, però no gastaran diners per als professors ni per a les escoles. Creuen que l'assistència mèdica i els hospitals moderns estan bé, per a persones que s'ho poden permetre... Creuen que el nivell de vida nord-americà és una bona cosa, sempre que no s'estengui a tota la gent. I admiren tant el govern dels Estats Units que els agradaria comprar-lo. | » |
| — Harry S. Truman, 13 d'octubre de 1948, St. Paul, Minnesota, Radio Broadcast | |   |

A les dues setmanes de la convenció de 1948, Truman va emetre l'ordre executiva 9981, que posava fi a la discriminació racial als Serveis Armats, i l'Ordre executiva 9980 per acabar amb la discriminació a les agències federals. Truman va assumir un risc polític considerable en donar suport als drets civils, i molts demòcrates experimentats estaven preocupats que la pèrdua del suport de Dixiecrat pogués debilitar seriosament el partit. El governador de Carolina del Sud, Strom Thurmond, un segregacionista, va declarar la seva candidatura a la presidència amb un bitllet de Dixiecrat i va liderar una revolta a gran escala dels defensors dels drets dels estats del sud. Aquesta rebel·lió de la dreta va ser igualada per una de l'esquerra, liderada per Wallace en el bitllet del Partit Progressista. El Partit Demòcrata es va dividir en tres bandes i la victòria al novembre semblava poc probable. Truman va acceptar com a company de fórmula el senador de Kentucky Alben W. Barkley, encara que realment volia el jutge William O. Douglas, que va rebutjar la nominació.
Els assessors polítics de Truman van descriure l'escena política com una cacofonia profana i confusa. Li van dir a Truman que parlés directament a la gent, d'una manera personal. El director de campanya, William J. Bray, va dir que Truman va seguir aquest consell i va parlar personalment i apassionadament, de vegades fins i tot deixant de banda les seves notes per parlar amb els nord-americans de tot el que hi ha al meu cor i ànima
La campanya va ser una odissea presidencial de 35.290 km. En una crida personal a la nació, Truman va creuar els Estats Units en tren; els seus discursos de xiulet stop des de la plataforma posterior del vagó presidencial, Ferdinand Magellan, van venir a representar la seva campanya. Les seves aparicions combatives van captar la imaginació popular i van atreure grans multituds. Sis parades a Michigan van atreure mig milió de persones combinades; un milió sencer es va presentar a una desfilada de cintes de la ciutat de Nova York.

Resultats electorals de 1948

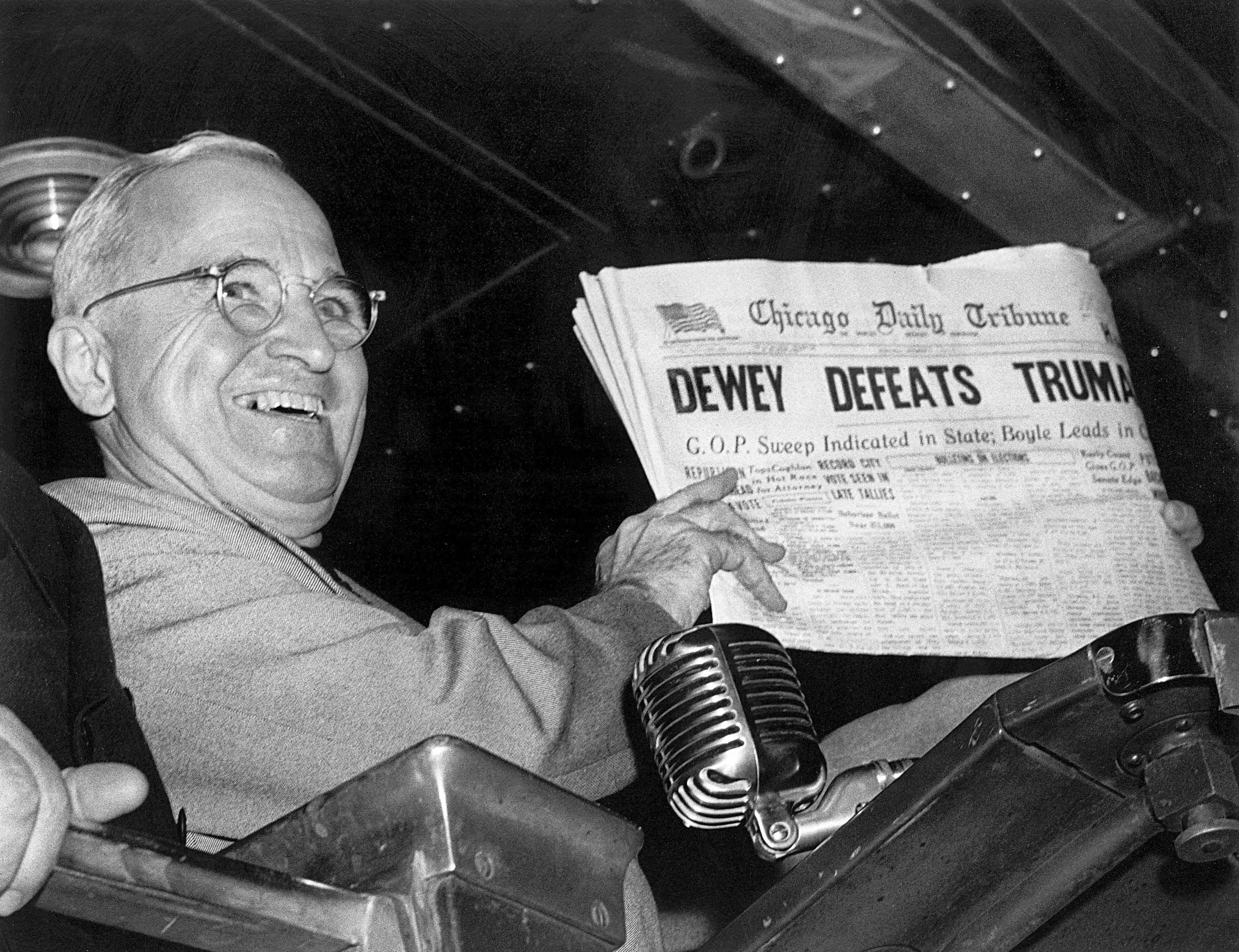
S'esperava tan àmpliament que Truman perdés les eleccions de 1948 que el Chicago Tribune havia imprès diaris amb aquest titular erroni quan hi havia pocs retorns.

Les grans multituds als esdeveniments de trucada de Truman van ser un signe important d'un canvi d'impuls a la campanya, però aquest canvi va passar pràcticament desapercebut pel cos de premsa nacional. Va continuar informant de l'aparent victòria imminent del republicà Thomas Dewey com a certesa. Les tres principals organitzacions electorals van deixar d'enquestar molt abans de la data de les eleccions del 2 de novembre: Roper al setembre i Crossley i Gallup a l'octubre, no van poder mesurar el període en què sembla que Truman va superar Dewey.
Al final, Truman va mantenir la seva base progressiva del mig oest, va guanyar la majoria dels estats del sud malgrat el tauler de drets civils i va aconseguir victòries estretes en alguns estats crítics, en particular Ohio, Califòrnia i Illinois. El recompte final va mostrar que el president havia aconseguit 303 vots electorals, Dewey 189 i Thurmond només 39. Henry Wallace no en va obtenir cap. La imatge definitòria de la campanya va arribar després del dia de les eleccions, quan un Truman extàticament va mantenir la portada errònia del Chicago Tribune amb un gran titular que proclamava Dewey derrota a Truman.

### Mandat electe complet (1949–1953)
La segona inauguració de Truman va ser la primera televisada a nivell nacional.

#### Decisió de la bomba d'hidrogen
El projecte soviètic de la bomba atòmica va avançar molt més ràpid del que s'havia esperat, i van fer detonar la seva primera bomba el 29 d'agost de 1949. Durant els mesos següents va haver-hi un intens debat que va dividir el govern dels Estats Units, l'exèrcit i les comunitats científiques. sobre si s'ha de continuar amb el desenvolupament de la bomba d'hidrogen, molt més potent. El debat va tocar qüestions des de la viabilitat tècnica fins al valor estratègic i la moralitat de la creació d'una arma destructiva massiva. El 31 de gener de 1950, Truman va prendre la decisió d'avançar amb l'argument que si els soviètics podien fabricar una bomba H, els Estats Units també haurien de fer-ho i mantenir-se al capdavant en la carrera d'armaments nuclears. El desenvolupament va arribar a bon port amb la primera prova de la bomba H dels Estats Units el 31 d'octubre de 1952, que va ser anunciada oficialment per Truman el 7 de gener de 1953.

#### Guerra de Corea

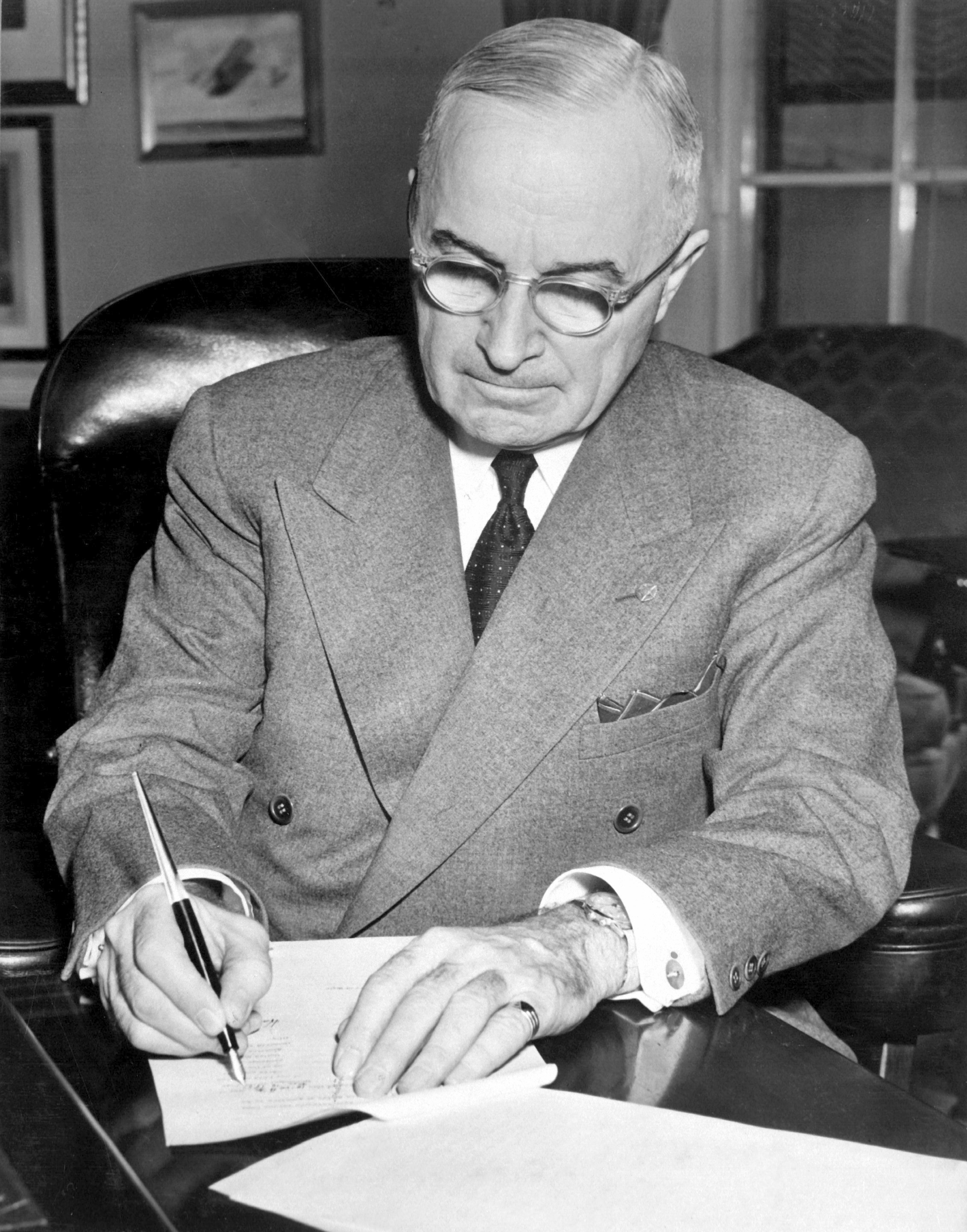
El president Truman signa la proclamació declarant una emergència nacional i autoritzant l'entrada dels Estats Units a la Guerra de Corea

El 25 de juny de 1950, l'exèrcit nord-coreà sota el comandament de Kim Il-sung va envair Corea del Sud, iniciant la Guerra de Corea. A les primeres setmanes de la guerra, els nord-coreans van fer retrocedir fàcilment els seus homòlegs del sud. Truman va demanar un bloqueig naval de Corea, només per saber que a causa de retallades pressupostàries, l'Armada dels Estats Units no va poder fer complir aquesta mesura.
Truman va instar ràpidament les Nacions Unides a intervenir; ho va fer, autoritzant tropes sota la bandera de l'ONU dirigides pel general nord-americà Douglas MacArthur. Truman va decidir que no necessitava autorització formal del Congrés, creient que la majoria de legisladors donaven suport a la seva posició; això tornaria a perseguir-lo més tard quan el conflicte estancat va ser batejat pels legisladors com la guerra del senyor Truman.
No obstant això, el 3 de juliol de 1950, Truman va donar al líder de la majoria del Senat Scott W. Lucas un projecte de resolució titulat Resolució conjunta que expressa l'aprovació de l'acció presa a Corea. Lucas va declarar que el Congrés donava suport a l'ús de la força, que la resolució formal s'aprovaria, però que era innecessària, i que el consens al Congrés era acceptar. Truman va respondre que no volia sembla que està intentant moure's pel Congrés i utilitzar poders extraconstitucionals, i va afegir que depenia del Congrés si s'hauria d'introduir una resolució d'aquest tipus.
L'agost de 1950, les tropes nord-americanes que van abocar a Corea del Sud sota els auspicis de l'ONU van poder estabilitzar la situació. En resposta a les crítiques sobre la preparació, Truman va acomiadar el seu secretari de defensa, Louis A. Johnson, substituint-lo pel general Marshall retirat. Amb l'aprovació de l'ONU, Truman va decidir una política de retrocés: l'alliberament de Corea del Nord. Les forces de l'ONU dirigides pel general Douglas MacArthur van liderar el contraatac, obtenint una sorprenent victòria per sorpresa amb un desembarcament amfibi a la batalla d'Inchon que gairebé va atrapar els invasors. Les forces de l'ONU van marxar cap al nord, cap al límit del riu Yalu amb la Xina, amb l'objectiu de reunir Corea sota els auspicis de l'ONU.
La Xina va sorprendre les forces de l'ONU amb una invasió a gran escala al novembre. Les forces de l'ONU es van veure obligades a tornar per sota del paral·lel 38, després es van recuperar. A principis de 1951, la guerra es va convertir en un ferotge estancament al voltant del paral·lel 38 on havia començat. Truman va rebutjar la petició de MacArthur d'atacar les bases de subministrament xineses al nord de Yalu, però MacArthur va promoure el seu pla al líder de la Cambra Republicana Joseph Martin, que el va filtrar a la premsa. Truman estava molt preocupat que una escalada de la guerra podria portar a un conflicte obert amb la Unió Soviètica, que ja estava subministrant armes i proporcionant avions de guerra (amb marques coreanes i tripulació soviètica). Per tant, l'11 d'abril de 1951, Truman va acomiadar MacArthur dels seus comandaments.
| «                                                                                     | El vaig acomiadar [MacArthur] perquè no respectaria l'autoritat del president... No el vaig acomiadar perquè era un fill de puta mut, encara que ho era, però això no és contrari a la llei per als generals. Si fos així, entre la meitat i les tres quartes parts d'ells estarien a la presó. | » |
| — —Truman a la biògrafa Merle Miller, 1972, citat pòstumament a la revista Time, 1973 | |   |

L'acomiadament del general Douglas MacArthur va ser una de les decisions políticament menys populars de la història presidencial. Els índexs d'aprovació de Truman van caure en picat, i va fer front a les crides de la seva destitució del senador Robert A. Taft, entre d'altres. Les crítiques ferotges de pràcticament tots els sectors van acusar Truman de negar-se a responsabilitzar-se d'una guerra que s'havia anat malament i de culpar als seus generals. Altres, inclosa Eleanor Roosevelt i tots els caps d'estat major conjunt, van donar suport públicament a la decisió de Truman. Mentrestant, MacArthur va tornar als Estats Units amb la benvinguda d'un heroi i es va dirigir a una sessió conjunta del Congrés, un discurs que el president va qualificar de un munt de merda.
Truman i els seus generals van considerar l'ús d'armes nuclears contra l'exèrcit xinès, però finalment van optar per no escalar la guerra a un nivell nuclear. La guerra va romandre en un estancament frustrant durant dos anys, amb més de 30.000 nord-americans morts, fins que un armistici va posar fi als combats el 1953. Al febrer de 1952, la marca d'aprovació de Truman es va situar en el 22 per cent segons les enquestes de Gallup, que és la La nota d'aprovació més baixa de tots els temps per a un president dels Estats Units en exercici, encara que Richard Nixon la va igualar el 1974.

#### Defensa mundial

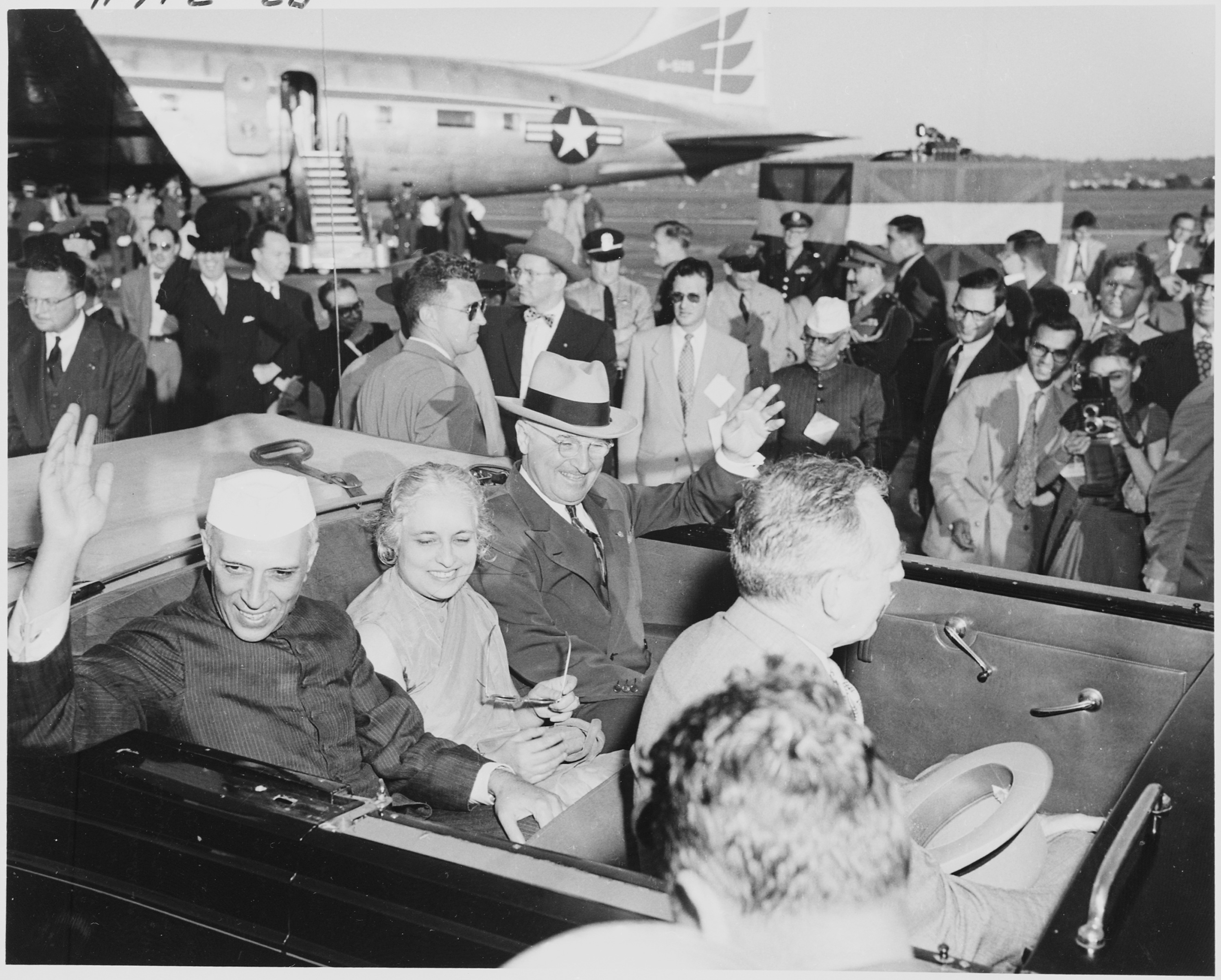
Truman i el primer ministre indi Jawaharlal Nehru durant la visita de Nehru als Estats Units, octubre de 1949

L'escalada de la Guerra Freda va ser posada de manifest per l'aprovació de Truman del NSC 68, una declaració secreta de política exterior. Va demanar triplicar el pressupost de defensa i la globalització i militarització de la política de contenció per la qual els Estats Units i els seus aliats de l'OTAN respondrien militarment a l'expansió soviètica real. El document va ser redactat per Paul Nitze, que va consultar els funcionaris de l'Estat i de la Defensa i va ser aprovat formalment pel president Truman com a estratègia nacional oficial després de l'inici de la guerra a Corea. Va demanar una mobilització parcial de l'economia nord-americana per construir armament més ràpid que els soviètics. El pla demanava enfortir Europa, debilitar la Unió Soviètica i construir els Estats Units tant militarment com econòmicament.

Truman i el xah d'Iran Mohammad Reza Pahlavi parlant a l'aeroport nacional de Washington, durant les cerimònies de benvinguda als Estats Units

Truman va ser un ferm partidari de l'Organització del Tractat de l'Atlàntic Nord (OTAN), que va establir una aliança militar formal en temps de pau amb el Canadà i les nacions democràtiques europees del Bloc Occidental després de la Segona Guerra Mundial. El tractat que la va establir va ser àmpliament popular i va passar fàcilment al Senat el 1949; Truman va nomenar el general Eisenhower com a comandant. Els objectius de l'OTAN eren contenir l'expansió soviètica a Europa i enviar un missatge clar als líders comunistes que les democràcies del món estaven disposades i podien construir noves estructures de seguretat en suport dels ideals democràtics. Els Estats Units, Gran Bretanya, França, Itàlia, els Països Baixos, Bèlgica, Luxemburg, Noruega, Dinamarca, Portugal, Islàndia i el Canadà van ser els signants originals del tractat. L'aliança va provocar que els soviètics establissin una aliança similar, anomenada Pacte de Varsòvia.
El general Marshall va ser el principal assessor de Truman en qüestions de política exterior, i va influir en decisions com la decisió dels Estats Units d'oferir ajuda militar directa a Chiang Kai-shek i les seves forces nacionalistes xineses a la Guerra Civil xinesa contra els seus oponents comunistes. L'opinió de Marshall era contrària al consell de gairebé tots els altres consellers de Truman; Marshall va pensar que recolzar les forces de Chiang esgotaria els recursos nord-americans necessaris per a Europa per dissuadir els soviètics. Quan els comunistes van prendre el control del continent, establint la República Popular de la Xina i conduint els nacionalistes a Taiwan, Truman hauria estat disposat a mantenir alguna relació entre els Estats Units i el nou govern, però Mao no estava disposat. Truman va anunciar el 5 de gener de 1950 que els Estats Units no participarien en cap disputa sobre l'estret de Taiwan, i que no intervindria en cas d'atac de la República Popular Xinesa.
El 27 de juny de 1950, després de l'esclat dels combats a Corea, Truman va ordenar que la Setena Flota de la Marina dels Estats Units entrés a l'estret de Taiwan per evitar un nou conflicte entre el govern comunista a la Xina continental i la República de la Xina (ROC) a Taiwan.
Truman sol treballar bé amb el seu personal superior: les excepcions van ser Israel el 1948 i Espanya el 1945-1950. Truman era un oponent molt fort de Francisco Franco, el dictador feixista d'Espanya. Va retirar l'ambaixador nord-americà (però les relacions diplomàtiques no es van trencar formalment), va mantenir Espanya fora de l'ONU i va rebutjar qualsevol ajuda financera del Pla Marshall a Espanya. Tanmateix, a mesura que la Guerra Freda va escalar, el suport a Espanya va ser fort al Congrés, al Pentàgon, a la comunitat empresarial i a altres elements influents, especialment als catòlics i als productors de cotó.
L'oposició liberal a Espanya s'havia esvaït després que l'element Wallace trenqués amb el Partit Demòcrata el 1948; el CIO es va tornar passiu sobre el tema. A mesura que el secretari d'estat Acheson va augmentar la seva pressió sobre Truman, el president es va mantenir sol a la seva administració, ja que els seus principals nomenats volien normalitzar les relacions. Quan la Xina va entrar a la guerra de Corea i va fer retrocedir les forces nord-americanes, l'argument dels aliats es va fer irresistible. En admetre que estava anul·lat i desgastat, Truman va cedir i va enviar un ambaixador i va oferir préstecs.

#### Espionatge soviètic i macartisme

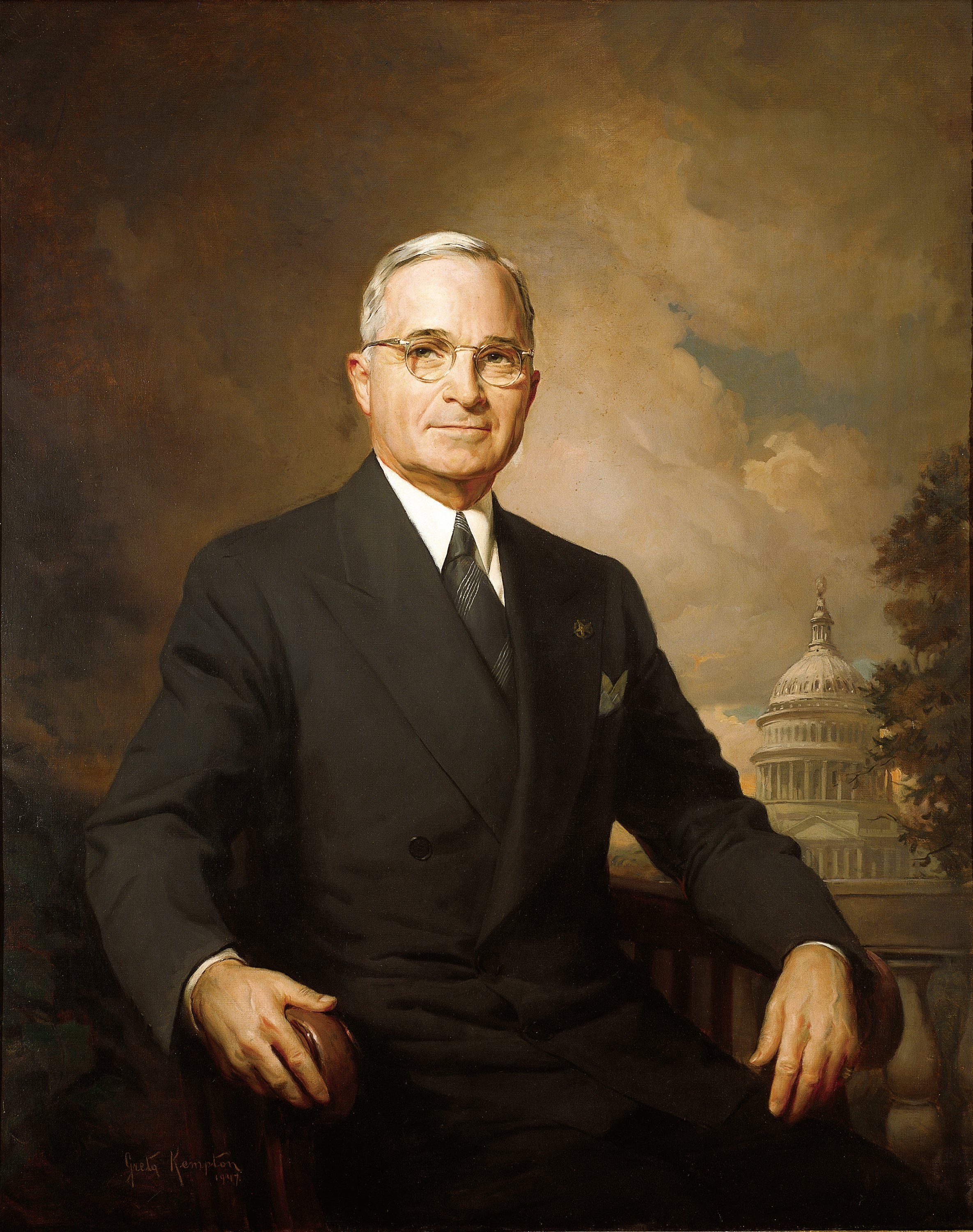
Retrat oficial del president Truman, per Greta Kempton, vers 1945

L'agost de 1948, Whittaker Chambers, un antic espia dels soviètics i editor principal de la revista Time, va declarar davant el Comitè d'Activitats Antiamericanes de la Cambra (HUAC). Va dir que una xarxa comunista clandestina havia treballat dins del govern dels Estats Units durant la dècada de 1930, de la qual Chambers havia estat membre, juntament amb Alger Hiss, fins feia poc un alt funcionari del Departament d'Estat. Chambers no va al·legar cap espionatge durant la presidència de Truman. Tot i que Hiss va negar les acusacions, va ser condemnat el gener de 1950 per perjuri per denegacions sota jurament.
L'èxit de la Unió Soviètica en fer explotar una arma atòmica el 1949 i la caiguda dels nacionalistes xinesos el mateix any van portar a molts nord-americans a concloure que la subversió dels espies soviètics era responsable i a exigir que els comunistes fossin fora del govern i altres llocs d'influència. Amb l'esperança de contenir aquestes pors, Truman va iniciar un programa de lleialtat amb l'ordre executiva 9835 el 1947. No obstant això, Truman es va ficar en problemes més profunds quan va anomenar el judici Hiss com a herba vermella. El senador de Wisconsin Joseph McCarthy va acusar el Departament d'Estat d'acollir comunistes i va portar la controvèrsia a la fama política, donant lloc a la segona Por Roja, també conegut com a Maccarthisme. Les acusacions sufocants de McCarthy van fer difícil parlar en contra d'ell. Això va portar Truman a anomenar McCarthy el major actiu que té el Kremlin en torpedinar la política exterior bipartidista dels Estats Units.
El 78 per cent de la gent va creure que els agents soviètics s'havien infiltrat al govern el 1946 i es van convertir en un tema de campanya important per a Eisenhower el 1952. Truman es va mostrar reticent a adoptar una postura més radical, perquè creia que podria amenaçar les llibertats civils. i s'afegeixen a una possible histèria. Al mateix temps, va sentir pressió política per indicar una forta seguretat nacional. No és clar fins a quin punt el president Truman va ser informat de les intercepcions de Venona, que van descobrir proves generalitzades d'espionatge soviètic en el projecte de la bomba atòmica i després. Truman va continuar el seu propi programa de lleialtat durant algun temps mentre creia que el tema de l'espionatge comunista estava exagerat. El 1949, Truman va descriure els líders comunistes nord-americans, als quals la seva administració estava processant com a traïdors. Truman afirmaria més tard en converses privades amb amics que la seva creació d'un programa de fidelització havia estat un error terrible.
El 1950, Truman va vetar la Llei de seguretat interna de McCarran, que va ser aprovada pel Congrés just després de l'inici de la Guerra de Corea i que tenia com a objectiu controlar els comunistes als Estats Units. Truman va anomenar la Llei, «el perill més gran per a la llibertat d'expressió, premsa i reunió des de les Lleis d'estrangeria i sedició de 1798», una burla de la Carta de Drets i un long pas cap al totalitarisme. El seu veto va ser immediatament anul·lat pel Congrés i la Llei es va convertir en llei. A mitjans de la dècada de 1960, el Tribunal Suprem dels Estats Units va considerar que algunes parts de la Llei eren inconstitucionals

#### Blair House i intent d'assassinat

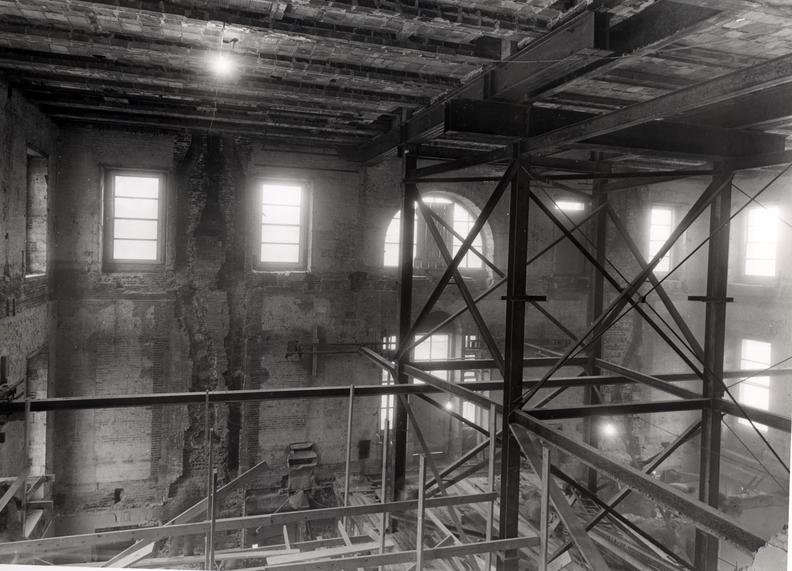
Vista de la carcassa interior de la Casa Blanca durant la renovació l'any 1950

El 1948, Truman va ordenar una addició a l'exterior de la Casa Blanca: un balcó del segon pis al pòrtic sud, que va passar a ser conegut com el balcó de Truman. L'addició va ser impopular. Alguns van dir que feia malbé l'aspecte de la façana sud, però donava més espai habitable a la Primera Família. Mentrestant, el deteriorament estructural i un col·lapse gairebé imminent de la Casa Blanca van provocar un desmantellament i una reconstrucció integrals de l'interior de l'edifici des de 1949 fins a 1952. Les investigacions d'arquitectura i enginyeria durant 1948 van considerar que era insegur per a l'ocupació. Truman, la seva família i tot el personal de la residència es van traslladar a l'altra banda del carrer a Blair House durant les renovacions. Mentre l'Ala Oest, inclos el Despatx Oval, romania oberta, Truman anava i tornava a la seva feina a través del carrer cada matí i tarda.
L'1 de novembre de 1950, els nacionalistes porto-riquenys Griselio Torresola i Oscar Collazo van intentar assassinar Truman a Blair House. Al carrer fora de la residència, Torresola va ferir mortalment un policia de la Casa Blanca, Leslie Coffelt. Abans de morir, l'agent va matar Torresola a trets. Collazo va ser ferit i es va aturar abans d'entrar a la casa. Va ser declarat culpable d'assassinat i condemnat a mort el 1952. Truman va commutar la seva condemna per cadena perpètua. Per intentar resoldre la qüestió de la independència de Puerto Rico, Truman va permetre un plebiscit a Puerto Rico el 1952 per determinar l'estat de la seva relació amb els Estats Units. Gairebé el 82 per cent de la gent va votar a favor d'una nova constitució per a l'Estado Libre Asociado, un estat lliure associat continuat.

#### Vagues d'acer i carbó
En resposta a un atzucac laboral/gerència sorgit d'agris desacords sobre els controls de salaris i preus, Truman va donar instruccions al seu secretari de Comerç, Charles W. Sawyer, que prengués el control d'una sèrie de fàbriques d'acer del país l'abril de 1952. Truman va citar la seva autoritat com a comandant en cap i la necessitat de mantenir un subministrament ininterromput d'acer per a municions per a la guerra de Corea. El Tribunal Suprem va considerar inconstitucionals les accions de Truman, però, i va revertir l'ordre en una decisió important de separació de poders, Youngstown Sheet & Tube Co. v. Sawyer (1952). La decisió del 6-3, que sostenia que l'afirmació d'autoritat de Truman era massa vaga i no estava arrelada en cap acció legislativa del Congrés, va ser dictada per un tribunal compost íntegrament per jutges nomenats per Truman o Roosevelt. La revocació de l'ordre de Truman per part de l'alt tribunal va ser una de les derrotes notables de la seva presidència.

#### Escàndols i polèmiques

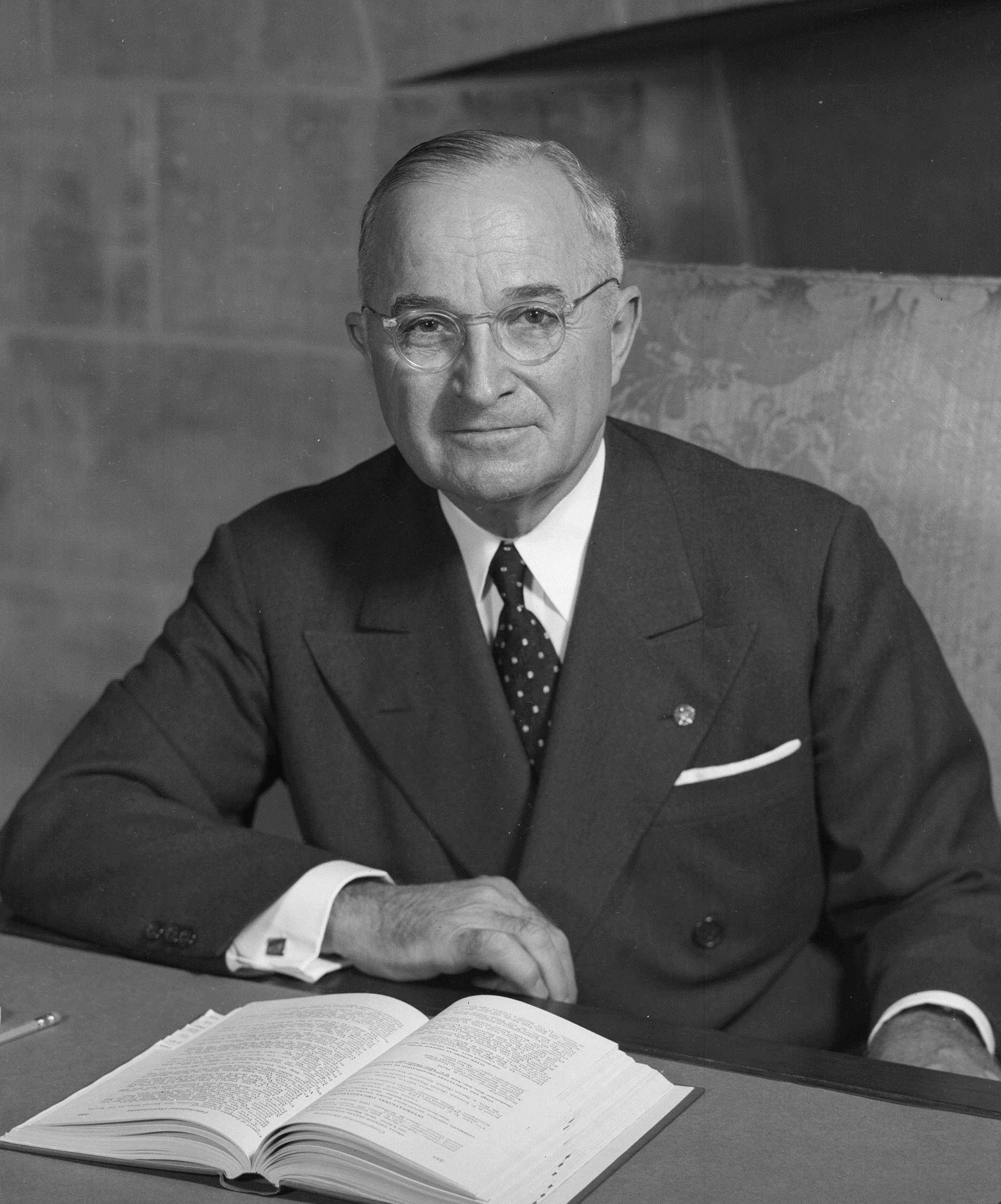
Retrat oficial de Truman

El 1950, el Senat, dirigit per Estes Kefauver, va investigar nombrosos càrrecs de corrupció entre alts funcionaris de l'administració, alguns dels quals van rebre abrics de pell i congeladors a canvi de favors. Un gran nombre d'empleats de l'Internal Revenue Bureau (avui l'IRS) acceptaven suborns; 166 empleats van dimitir o van ser acomiadats el 1950, i molts s'enfrontaven aviat a l'acusació. Quan el fiscal general J. Howard McGrath va acomiadar el fiscal especial a principis de 1952 per ser massa celós, Truman va acomiadar McGrath. Truman va presentar un pla de reorganització per reformar l'IRB; El Congrés ho va aprovar, però la corrupció va ser un tema important a les eleccions presidencials de 1952.
El 6 de desembre de 1950, el crític musical del Washington Post Paul Hume va escriure una ressenya crítica d'un concert de la filla del president Margaret Truman:
| « | Miss Truman és un fenomen nord-americà únic amb una veu agradable de poca mida i qualitat justa... [ella] no pot cantar molt bé... és plana bona part del temps, més ahir a la nit que en qualsevol moment que l'hem sentit. en els últims anys... no ha millorat en els anys que l'hem escoltat... [i] encara no pot cantar amb res que s'acosti al final professional.. | » |

Truman va escriure una resposta mordaç:
| « | Acabo de llegir la seva mala crítica del concert de Margaret. He arribat a la conclusió que sou un "home de vuit úlceres amb quatre úlceres". Em sembla que sou un vell frustrat que desitjaria haver tingut èxit. Quan escrius una polla de rosella com hi havia a la secció posterior del diari per al qual treballa, mostra de manera concloent que està fora de la llum i almenys quatre de les seves úlceres estan treballant. Algun dia espero conèixer-vos. Quan això succeeixi, necessitareu un nas nou, un munt de bistec per als ulls negres i potser un partidari a continuació! Pegler, un agafrà, és un cavaller al seu costat. Espero que accepteu aquesta afirmació com un insult pitjor que una reflexió sobre la vostra ascendència. | » |

Truman va ser criticat per molts per la carta. No obstant això, va assenyalar que el va escriure com a pare amorós i no com a president.
El 1951, William M. Boyle, amic de tota la vida de Truman i president del Comitè Nacional Demòcrata, es va veure obligat a dimitir després de ser acusat de corrupció financera.

### Drets civils
Un informe de 1947 de l'administració Truman titulat Per garantir aquests drets presentava una agenda detallada de deu punts de reformes dels drets civils. Parlant d'aquest informe, cal tenir en compte els avenços internacionals, ja que amb l'aprovació de la Carta de les Nacions Unides el 1945, la qüestió de si el dret internacional dels drets humans podria ser aplicable també a l'interior del país va esdevenir crucial als Estats Units. Tot i que l'informe reconeixia que aquest camí no estava exempt de controvèrsia als Estats Units dels anys quaranta, tanmateix va plantejar la possibilitat que la Carta de les Nacions Unides s'utilitzés com a eina legal per combatre la discriminació racial als Estats Units.
El febrer de 1948, el president va presentar una agenda de drets civils al Congrés que proposava la creació de diverses oficines federals dedicades a qüestions com els drets de vot i les pràctiques laborals justes. Això va provocar una tempesta de crítiques dels demòcrates del sud abans de la convenció nacional de nominacions, però Truman es va negar a comprometre's, dient: «Els meus avantpassats eren confederats... però el meu mateix estómac es va remoure quan vaig saber que els soldats negres, tot just tornant de l'estranger, estaven abocats dels camions de l'exèrcit a Mississipí i els colpejaven».
Les històries sobre els abusos, la violència i la persecució que van patir molts veterans afroamericans al seu retorn de la Segona Guerra Mundial van enfuriar Truman i van ser factors importants en la seva decisió d'emetre l'ordre executiva 9981, el juliol de 1948, que requeria la igualtat d'oportunitats a les forces armades. A principis de la dècada de 1950 després de diversos anys de planificació, recomanacions i revisions entre Truman, el Comitè d'Igualtat de Tractament i Oportunitats i les diferents branques de l'exèrcit, els serveis es van integrar racialment. Truman va nomenar més tard persones que s'alineaven amb l'agenda dels drets civils. Va nomenar el seu company coronel i icona dels drets civils Blake R. Van Leer a la junta directiva de l'Acadèmia Naval dels Estats Units i de la UNESCO, que es va centrar en treballar contra el racisme mitjançant declaracions influents sobre la raça.
L'Ordre executiva 9980, també l'any 1948, va fer il·legal la discriminació contra les persones que sol·licitaven llocs de funcionariat per raça. Un tercer, l'any 1951, va establir el Comitè de compliment dels contractes del govern, que assegurava que els contractistes de defensa no discriminaven per raça.

### Política exterior
Des de 1947 fins a 1989, els afers mundials van estar dominats per la Guerra Freda, en què els Estats Units i els seus aliats es van enfrontar a la Unió Soviètica i els seus aliats. No hi va haver combats a gran escala, sinó diverses guerres civils locals, així com l'amenaça sempre present d'una guerra nuclear catastròfica.
A diferència de Roosevelt, Truman desconfiava de Stalin i de la Unió Soviètica, i no tenia la fe de FDR en l'ONU per suavitzar les tensions importants. No obstant això, va cooperar en termes de repartiment del control sobre Alemanya. Els esforços soviètics per utilitzar el seu exèrcit per controlar la política a l'Europa de l'Est i l'Iran van enfadar Washington. La ruptura final va arribar el 1947 quan el govern laborista de Londres ja no es podia permetre el luxe d'ajudar Grècia a lluitar contra el comunisme i va demanar a Washington que assumís la responsabilitat de reprimir l'aixecament comunista allà. El resultat va ser la Doctrina Truman de 1947–48 que va fer que la política nacional contengués l'expansió comunista.
Truman va rebre el suport de la gran majoria dels demòcrates, després d'haver expulsat la facció de Henry Wallace que volia bons termes amb Moscou. La política de Truman va comptar amb el fort suport de la majoria dels republicans, que liderats pel senador Arthur Vandenberg van vèncer als republicans aïllacionistes liderats pel senador Robert A. Taft.
El 1948, Truman va signar el Pla Marshall, que va subministrar a l'Europa occidental, inclosa Alemanya, 13.000 milions de dòlars en ajudes per a la reconstrucció. Stalin va vetar qualsevol participació de les nacions d'Europa de l'Est. Un programa similar va ser operat pels Estats Units per restaurar l'economia japonesa. Els Estats Units van buscar activament aliats, que van subvencionar amb ajut exterior militar i econòmic, així com amb suport diplomàtic. La principal iniciativa diplomàtica va ser la creació de l'Organització del Tractat de l'Atlàntic Nord (OTAN) l'any 1949, que comprometia els Estats Units amb la defensa nuclear de l'Europa occidental. El resultat va ser una pau a Europa, juntament amb la por a la invasió soviètica i la dependència de la protecció nord-americana.Els Estats Units operaven una xarxa mundial de bases per al seu Exèrcit, Marina i Força Aèria, amb grans contingents estacionats a Alemanya, Japó i Corea del Sud. Washington tenia una comunitat d'intel·ligència feble abans de 1942, i els soviètics tenien una xarxa d'espies molt eficaç. La solució va ser crear l'Agència Central d'Intel·ligència (CIA) el 1947. La guerra econòmica i de propaganda contra el món comunista va passar a formar part de la caixa d'eines nord-americana.
La política de contenció va ser desenvolupada pel funcionari del Departament d'Estat George Kennan el 1947. Kennan va caracteritzar la Unió Soviètica com una potència agressiva i antioccidental que necessitava la contenció, una caracterització que donaria forma a la política exterior dels Estats Units durant les dècades següents. La idea de la contenció era combinar l'agressió soviètica amb la força allà on es produís sense utilitzar armes nuclears. La política de contenció va crear un món bipolar i de suma zero on els conflictes ideològics entre la Unió Soviètica i els Estats Units dominaven la geopolítica. A causa de l'antagonisme d'ambdós bàndols i de la recerca de seguretat de cada país, es va desenvolupar una tensa competició mundial entre els dos estats mentre els governs de les dues nacions competien per la supremacia global militar, cultural i políticament.
La Guerra Freda es va caracteritzar per l'absència de guerres calentes globals. En comptes d'això, hi va haver guerres proxy, lluitades per estats clients i poders dels Estats Units i la Unió Soviètica. La més important va ser la Guerra de Corea (1950–1953), un estancament que va esgotar la base de suport de Truman. Truman va fer cinc viatges internacionals durant la seva presidència.

### Eleccions de 1952

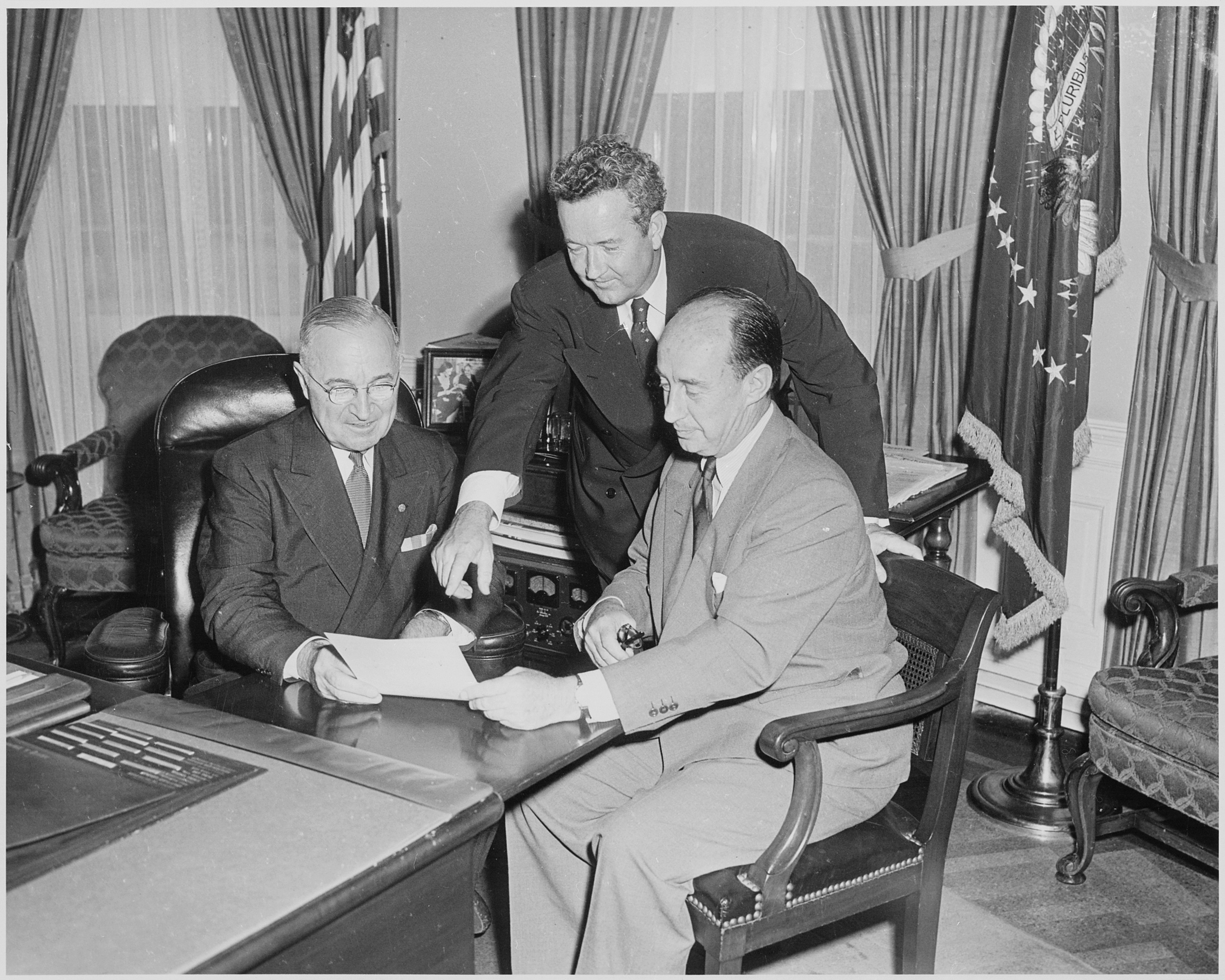
El President Truman; el senador d'Alabama John J. Sparkman, candidat a la vicepresidència; i el governador d'Illinois Adlai Stevenson, candidat a la presidència, al Despatx Oval, 1952

El 1951, els Estats Units van ratificar la 22a Esmena, fent que un president no fos elegible per a un tercer mandat o per a un segon mandat complet després de complir més de dos anys restants d'un mandat d'un president elegit anteriorment. Aquesta darrera clàusula no s'aplicava a la situació de Truman el 1952 a causa d'una clàusula d'avi que eximïa el president en funcions.

El president Truman conversa amb el líder obrer Walter Reuther sobre la política econòmica al Despatx Oval, 1952

Per tant, es va plantejar seriosament presentar-se per un altre mandat el 1952 i va deixar el seu nom a la votació a les primàries de New Hampshire. No obstant això, tots els seus assessors propers, assenyalant la seva edat, les seves habilitats fallides i la seva mala actuació a les enquestes, el van convèncer. En el moment de les primàries de Nova Hampshire de 1952, cap candidat havia guanyat el suport de Truman. La seva primera opció, el jutge en cap Fred M. Vinson, havia rebutjat presentar-se; el governador d'Illinois Adlai Stevenson també havia rebutjat Truman, el vicepresident Barkley es considerava massa vell, i Truman desconfiava i no li agradava el senador Kefauver, que s'havia fet un nom per les seves investigacions sobre els escàndols de l'administració de Truman.
Truman va deixar que el seu nom fos introduït a les primàries de New Hampshire pels partidaris. El molt impopular Truman va ser derrotat amb facilitat per Kefauver; 18 dies després, el president va anunciar formalment que no buscaria un segon mandat complet. Truman finalment va poder persuadir Stevenson de presentar-se, i el governador va obtenir la nominació a la Convenció Nacional Demòcrata de 1952.
| Discurs de comiat de Harry S. Truman                                                                     |
| |
| Discurs de Truman sobre deixar el càrrec i tornar a casa a Independence, Missouri. (15 de gener de 1953) |
| |

Eisenhower va obtenir la nominació republicana, amb el senador Nixon com a company de fórmula, i va fer campanya contra el que va denunciar com els fracassos de Truman: Corea, comunisme i corrupció. Es va comprometre a netejar el embolic a Washington i va prometre anar a Corea. Eisenhower va derrotar a Stevenson de manera decisiva a les eleccions generals, posant fi a 20 anys de presidents demòcrates. Tot i que Truman i Eisenhower havien estat anteriorment en bons termes, Truman es va sentir molest perquè Eisenhower no denunciés Joseph McCarthy durant la campanya. De la mateixa manera, Eisenhower es va indignar quan Truman va acusar l'antic general de no tenir en compte forces sinistres... antisemitisme, anticatolicisme i antiestrangerisme dins del Partit Republicà.

## Post-presidència (1953–1972)

### Situació financera
Abans de ser elegit com a jutge del comtat de Jackson, Truman havia guanyat pocs diners i estava en deute per la fallida de la seva merceria. La seva elecció com a senador el 1934 va comportar un sou de 10.000 dòlars (uns 210.000 dòlars el 2022), alt per a l'època, però la necessitat de mantenir dues cases, amb una a Washington, les despeses universitàries de Margaret Truman i contribucions al suport de familiars necessitats, van deixar als Truman pocs diners extra. Probablement tenia al voltant de 7.500 dòlars en efectiu i bons del govern quan va ser nomenat vicepresident.
Les seves finances es van transformar amb el seu accés a la presidència, que va comportar un sou de 75.000 dòlars (1,24 milions de dòlars el 2022), que es va augmentar a 100.000 dòlars el 1949 (uns 1,25 milions de dòlars el 2022). Això va ser més que qualsevol estrella de la Major League Baseball excepte Joe DiMaggio, que també va guanyar 100.000 dòlars en les seves dues últimes temporades (1950 i 1951). A partir de 1949, al president també se li va concedir una bonificació de despeses de 50.000 dòlars (589.000 dòlars el 2022), que inicialment estava lliure d'impostos i no s'havia de comptabilitzar. Tot i que la bonificació es va fer imposable més tard durant la seva presidència, Truman mai ho va informar a la seva declaració d'impostos i va convertir alguns dels fons en efectiu que guardava a la caixa forta de la Casa Blanca i més tard en una caixa de seguretat a Kansas City.
En deixar la presidència, Truman va tornar a Independence, Missouri, per viure a la casa de Wallace que ell i Bess havien compartit durant anys amb la seva mare. En una biografia que va contribuir en gran manera al mite que Truman estava a prop de la penúria després de marxar de la Casa Blanca, David McCullough va afirmar que els Truman tenien poca alternativa que tornar a Independenc, perquè els seus únics ingressos eren la pensió de l'exèrcit de 112,56 dòlars al mes (equivalent a 1.231 dòlars el 2022), i només havia pogut estalviar una quantitat modesta del seu sou com a president. El febrer de 1953, Truman va signar un acord per a les seves memòries, i en un esborrany de testament amb data de desembre d'aquell any va incloure terres per valor de 250.000 dòlars, bons d'estalvi de la mateixa quantitat i diners en efectiu de 150.000 dòlars. Va escriure: «Els bons, la terra i l'efectiu provenen d'estalvis del sou presidencial i del compte de despeses gratuïtes. Hauria de mantenir-vos còmodes a vosaltres i a Margaret».
L'escriptura de les memòries va ser una lluita per a Truman, i va passar per una dotzena de col·laboradors durant el projecte,que no tots li van servir bé, però es va mantenir molt implicat en el resultat. Per a les memòries, Truman va rebre un pagament de 670.000 $ (equivalent a 7.319.230 $ el 2022). Les memòries van ser un èxit comercial i de crítica. Es van publicar en dos volums: Memoirs by Harry S. Truman: Year of Decisions (1955) i Memoirs by Harry S. Truman: Years of Trial and Hope (1956).
Els antics membres del Congrés i dels tribunals federals van rebre un paquet de jubilació federal; el mateix president Truman va assegurar que els antics servidors de la branca executiva del govern rebien un suport similar. El 1953, però, no hi havia cap paquet de beneficis per als antics presidents, i les pensions del Congrés no es van aprovar fins al 1946, després que Truman hagués abandonat el Senat, de manera que no va rebre cap pensió pel seu servei al Senat. Truman, entre bastidors, va fer pressió per obtenir una pensió, escrivint als líders del Congrés que havia estat a prop de la penúria però per la venda de terres de conreu familiars, i el febrer de 1958, en la primera entrevista televisada d'un antic president dels Estats Units que es va emetre per la CBS, Truman va afirmar que Si no hagués heretat una propietat que finalment va pagar les coses, ara mateix estaria en relleu. Aquell any, el Congrés va aprovar la Llei d'antics presidents, oferint una pensió anual de 25.000 dòlars (equivalent a 253.576 dòlars el 2022) a cada antic president, i és probable que la afirmació de Truman de trobar-se en dificultats financeres tingués un paper en la promulgació de la llei. L'únic altre expresident viu en aquell moment, Herbert Hoover, també va cobrar la pensió, tot i que no necessitava els diners; segons es diu, ho va fer per evitar avergonyir a Truman.
El patrimoni net de Truman va millorar encara més el 1958 quan ell i els seus germans van vendre la major part de la granja familiar a un promotor immobiliari de Kansas City. Quan exercia com a jutge del comtat, Truman va demanar prestat 31.000 dòlars (equivalent a 339.072 dòlars el 2022) hipotecant la granja al fons de l'escola del comtat, que era legal en aquell moment. Quan els republicans van controlar la cort el 1940, van executar una hipoteca en un esforç per avergonyir políticament a Truman, i la seva mare i la seva germana Mary Jane van haver d'abandonar la casa. El 1945, Truman va organitzar un sindicat de partidaris que van comprar la granja amb l'enteniment que la tornarien a vendre als Truman. Harry i Vivian Truman van comprar 87 acres el 1945, i Truman va comprar una altra part el 1946. El gener de 1959, Truman va calcular el seu patrimoni net en 1.046.788,86 dòlars (10,71 milions de dòlars el 2022), inclosa una part de Los Angeles Rams. equip de futbol. No obstant això, els Truman sempre van viure modestament a Independence, i quan Bess Truman va morir el 1982, gairebé una dècada després del seu marit, es va trobar que la casa estava en males condicions a causa del manteniment ajornat.
Els documents personals de Bess Truman es van fer públics el 2009, incloent registres financers i declaracions d'impostos. El mite que Truman havia estat en circumstàncies estretes després de la seva presidència es va dissipar lentament; Paul Campos va escriure l'any 2021: L'actual biografia de la Viquipèdia de més de 20.000 paraules de Truman arriba a afirmar que, com que els seus primers negocis havien fracassat, Truman va abandonar la Casa Blanca sense 'sense estalvis personals'. Cada aspecte d'aquesta narració és fals

### Biblioteca Truman i posicions acadèmiques
El predecessor de Truman, Franklin D. Roosevelt, havia organitzat la seva pròpia biblioteca presidencial, però no s'havia promulgat la legislació que permetés als futurs presidents fer alguna cosa semblant. Truman va treballar per recollir donacions privades per construir una biblioteca presidencial, que va donar al govern federal per mantenir i operar, una pràctica adoptada pels seus successors.
Va declarar davant el Congrés que s'apropien els diners per copiar i organitzar els papers presidencials. Estava orgullós de l'aprovació del projecte de llei l'any 1957. Max Skidmore, al seu llibre sobre la vida dels antics presidents, va escriure que Truman era un home llegit, sobretot en història. Skidmore va afegir que la legislació sobre els papers presidencials i la fundació de la seva biblioteca «va ser la culminació del seu interès per la història. En conjunt constitueixen una enorme contribució als Estats Units, una de les més grans de qualsevol expresident».
Truman va ensenyar cursos ocasionals a universitats, inclosa Yale, on va ser professor visitant Chubb Fellow el 1958. El 1962, Truman va ser professor visitant al Canisius College.

### Política
Truman va donar suport a la segona candidatura d'Adlai Stevenson per a la Casa Blanca el 1956, tot i que inicialment havia afavorit el governador demòcrata W. Averell Harriman de Nova York. Va continuar fent campanya pels candidats senatorials demòcrates durant molts anys.
El 1960 Truman va fer una declaració pública anunciant que no assistiria a la Convenció demòcrata aquell any, esmentant les preocupacions sobre la manera com els partidaris de John F. Kennedy havien aconseguit el control del procés de nominació, i va demanar a Kennedy que renunciés a la nominació per a aquell any.Kennedy va respondre amb una conferència de premsa on va rebutjar sense embuts el consell de Truman.
Malgrat la seva posició de suport als drets civils durant la seva presidència, Truman va expressar crítiques al moviment dels drets civils durant la dècada de 1960. El 1960, va declarar que creia que el moviment d'assentament formava part d'un complot soviètic. La declaració de Truman va obtenir una resposta de Martin Luther King Jr., que va escriure una carta al president afirmant que estava desconcertat per l'acusació, i va demanar disculpes públiques. Truman més tard criticaria King després de la marxa de Selma el 1965, creient que la protesta era tonta i al·legant que «[no podria] aconseguir res més que cridar l'atenció». El 1963, Truman va expressar la seva oposició al matrimoni interracial, creient que les filles dels blancs mai no estimarien algú d'un color oposat.
En complir els 80 anys el 1964, Truman va ser celebrat a Washington i es va dirigir al Senat, aprofitant una nova norma que permetia concedir als antics presidents el privilegi de la paraula.

### Medicare
Després d'una caiguda a casa seva a finals de 1964, la condició física de Truman va disminuir. El 1965, el president Lyndon B. Johnson va signar el projecte de llei de Medicare a la Biblioteca i Museu Presidencial Harry S. Truman i va donar les dues primeres targetes de Medicare a Truman i a la seva dona Bess per honrar la lluita de l'antic president per l'assistència sanitària del govern mentre ocupava el càrrec.

## Mort

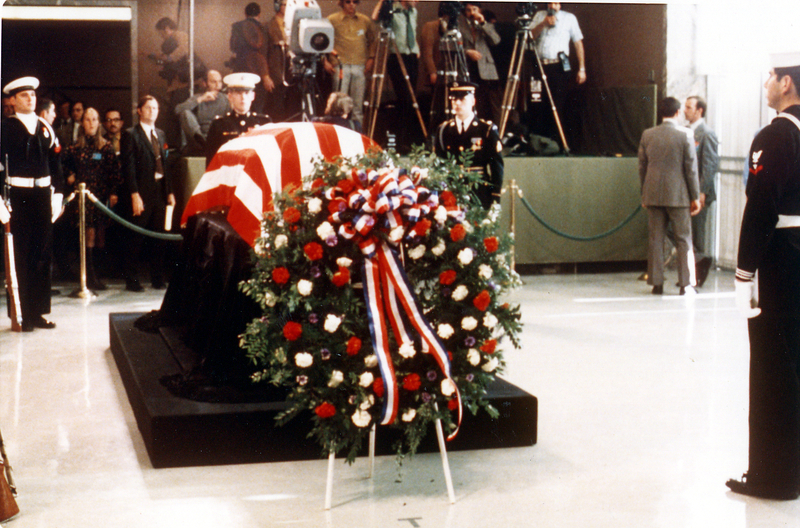
Corona al taüt de Truman, 27 de desembre de 1972

El 5 de desembre de 1972, Truman va ser ingressat a l'Hospital de Recerca i Centre Mèdic de Kansas City amb pneumònia. Va desenvolupar una insuficiència orgànica múltiple, va caure en coma i va morir a les 7:50 del matí del 26 de desembre, a l'edat de 88 anys.
Bess Truman va optar per un simple servei privat a la biblioteca en lloc d'un funeral d'estat a Washington. Una setmana després del funeral, dignataris estrangers i funcionaris de Washington van assistir a un servei commemoratiu a la Catedral Nacional de Washington.
Bess Truman va morir el 1982 i va ser enterrada al costat del seu marit a la Biblioteca i Museu Presidencial Harry S. Truman d'Independence, Missouri.

## Homenatges i llegat

### Llegat

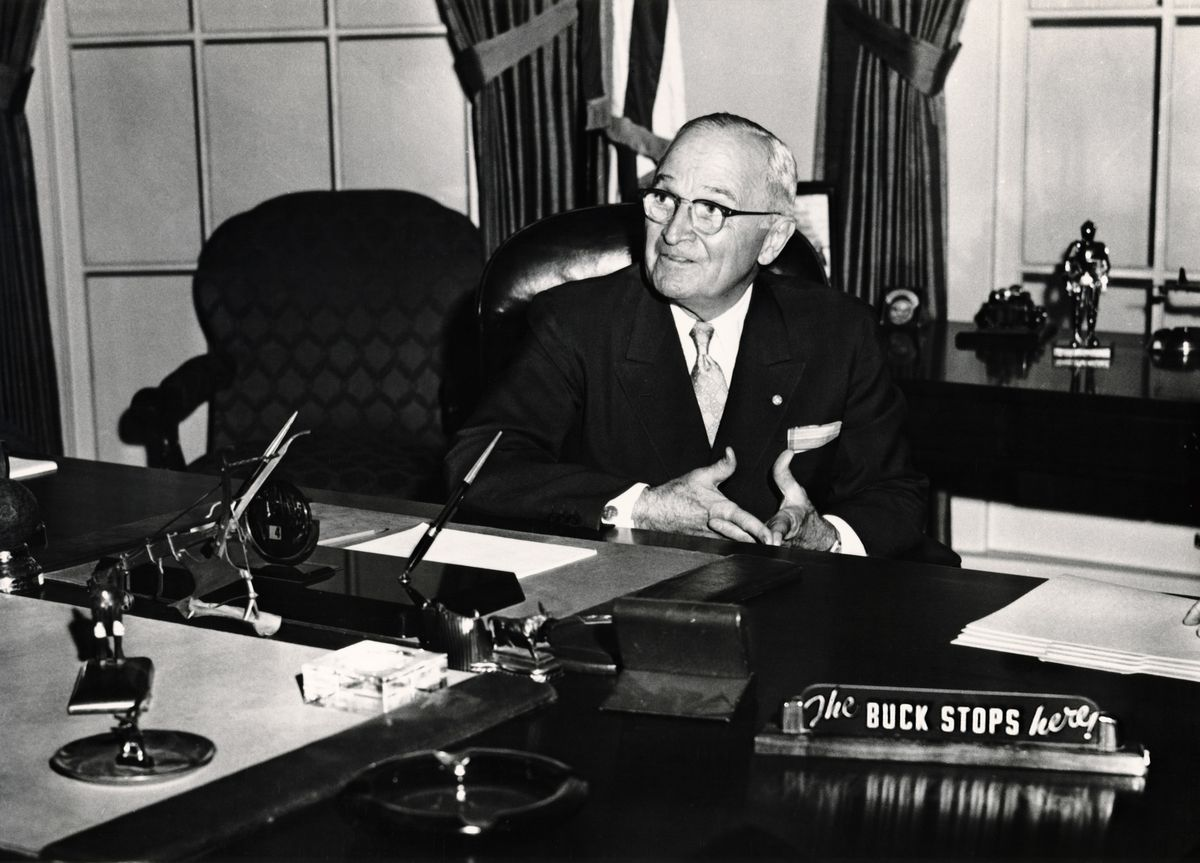
L'expresident Harry Truman amb el cartell The Buck Stops Here en una recreació del seu escriptori del Despatx Oval

Quan va deixar el càrrec el 1953, Truman era un dels directors executius més impopulars de la història. La seva puntuació d'aprovació laboral del 22% a l'enquesta Gallup de febrer de 1952 va ser inferior al 24% de Richard Nixon l'agost de 1974, el mes en què Nixon va dimitir. El sentiment del públic nord-americà cap a Truman va augmentar constantment amb el pas dels anys; ja el 1962, una enquesta de 75 historiadors realitzada per Arthur M. Schlesinger, Sr. va classificar a Truman entre els presidents quasi grans. El període posterior a la seva mort va consolidar una rehabilitació parcial del seu llegat tant entre historiadors com entre el públic. Truman va morir quan la nació es va consumir per les crisis a Vietnam i Watergate, i la seva mort va portar una nova onada d'atenció a la seva carrera política. A principis i mitjans de la dècada de 1970, Truman va capturar la imaginació popular com ho va fer el 1948, aquesta vegada emergint com una mena d'heroi popular polític, un president que es pensava que exemplificava la integritat i la responsabilitat que molts observadors consideraven que faltava a la Casa Blanca de Nixon. Aquesta reavaluació pública de Truman va ser ajudada per la popularitat d'un llibre de reminiscències que Truman havia explicat a la periodista Merle Miller a partir de 1961, amb l'acord que no es publicarien fins després de la mort de Truman.
Truman també va tenir els seus crítics dels últims dies. Després d'una revisió de la informació disponible per Truman sobre la presència d'activitats d'espionatge al govern dels Estats Units, el senador demòcrata Daniel Patrick Moynihan va concloure que Truman era «gairebé obtus de manera voluntària» pel que fa al perill del comunisme nord-americà. El 2010, l'historiador Alonzo Hamby va concloure que «Harry Truman continua sent un president controvertit». No obstant això, a Truman li ha sortit bé en les enquestes que van classificar els presidents, figurant constantment entre els deu primers; això inclou una enquesta de 2022 de l'Institut de Recerca de la Universitat de Siena, que el va situar en setena posició.
La caiguda de la Unió Soviètica el 1991 va fer que els defensors de Truman reclamessin la reivindicació de les decisions de Truman en el període de postguerra. Segons el biògraf de Truman, Robert Dallek, la seva contribució a la victòria a la guerra freda sense un conflicte nuclear devastador el va elevar a la talla d'un gran o gairebé gran president. La publicació de 1992 de la favorable biografia de Truman de David McCullough va consolidar encara més la visió de Truman com un director executiu molt respectat. Segons l'historiador Daniel R. McCoy al seu llibre sobre la presidència de Truman:
| « | El mateix Harry Truman va donar una impressió forta i lluny de ser incorrecta de ser un líder dur, preocupat i directe. De vegades era vulgar, sovint partidista i generalment nacionalista... Segons els seus propis termes, es pot veure que Truman va impedir l'arribada d'una tercera guerra mundial i havia preservat de l'opressió comunista gran part del que va anomenar món lliure. No obstant això, és evident que en gran mesura no va aconseguir el seu objectiu wilsonià d'assegurar la pau perpètua, fer el món segur per a la democràcia i avançar oportunitats de desenvolupament individual a nivell internacional. | » |

### Llocs i honors

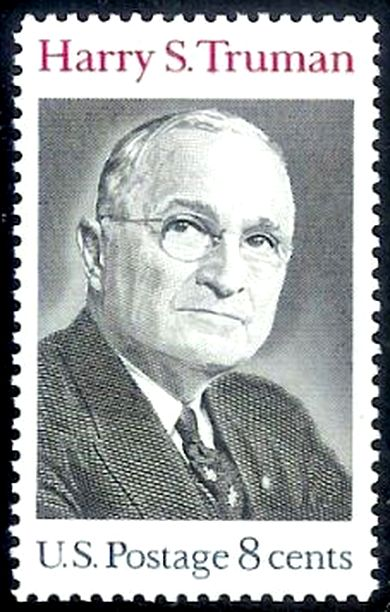
Segell emès el 1973, després de la mort de Truman —Truman ha estat honrat en cinc segells postals dels Estats Units, emesos entre 1973 i 1999.

El 1956, Truman va viatjar a Europa amb la seva dona. A Gran Bretanya, va rebre un títol honorari en Dret Cívic per la Universitat d'Oxford i es va reunir amb Winston Churchill.. El 1959, els maçons li van concedir un premi de 50 anys, reconeixent la seva llarga implicació: va ser iniciat el 9 de febrer de 1909 a la Lògia de la Maçoneria de Belton a Missouri. El 1911, va ajudar a establir la Grandview Lodge i va servir com a primer Mestre Venerable. El setembre de 1940, durant la seva campanya de reelecció al Senat, Truman va ser elegit Gran Mestre de la Gran Lògia de la Maçoneria de Missouri; Truman va dir més tard que les eleccions maçòniques van assegurar la seva victòria a les eleccions generals. El 1945, va ser nomenat 33° Gran Inspector General Sobirà i membre honorari del consell suprem a la seu de la jurisdicció del sud de l'AASR del Consell Suprem a Washington D.C. també va ser membre de Sons of the American Revolution (SAR) i un membre portador de la targeta dels Sons of Confederate Veterans. Dos dels seus parents havien estat soldats confederats.
El 1975, es va crear la beca Truman com a programa federal per honrar els estudiants universitaris dels Estats Units que exemplifiquessin la dedicació al servei públic i el lideratge en polítiques públiques.
El 1983 es va completar l'edifici d'oficines estatals Harry S. Truman a Jefferson City.
El 2004, es va crear la Beca President Harry S. Truman en Ciència i Enginyeria de la Seguretat Nacional com una cita postdoctoral distingida de tres anys als Laboratoris Nacionals de Sandia. El 2001, la Universitat de Missouri va establir l'Escola d'Afers Públics Harry S. Truman per avançar en l'estudi i la pràctica del govern. Els programes esportius de Missouri Tigers de la Universitat de Missouri tenen una mascota oficial anomenada Truman the Tiger. L'1 de juliol de 1996, la Universitat Estatal del Nord-est de Missouri es va convertir en la Universitat Estatal Truman, per marcar la seva transformació d'una universitat de professors a una universitat d'arts liberals altament selectiva i per honrar l'únic resident de Missouri que es va convertir en president. Una institució membre dels City Colleges de Chicago, el Harry S Truman College de Chicago, Illinois, rep el seu nom per la seva dedicació als col·legis i universitats públiques. L'any 2000, la seu del Departament d'Estat, construïda a la dècada de 1930 però mai no es va nomenar oficialment, es va dedicar com a Edifici Harry S Truman.
Malgrat l'intent de Truman de restringir el braç del portaavions, que va conduir a la Revolta dels Almiralls de 1949, un portaavions porta el seu nom. L'USS Harry S. Truman (CVN-75) va ser batejat el 7 de setembre de 1996. El 129è Regiment d'Artilleria de Camp és designat Truman's Own en reconeixement del servei de Truman com a comandant de la seva bateria D durant la Primera Guerra Mundial.
El 1991, Truman va ser inclòs al Saló dels Famosos de Missouri, i un bust de bronze que el representa s'exhibeix permanentment a la rotonda del Capitoli de l'estat de Missouri. El 2006, Thomas Daniel, net dels Truman, va acceptar una estrella al Passeig de la Fama de Missouri per honrar el seu difunt avi. El 2007, John Truman, un nebot, va acceptar una estrella per a Bess Truman. El Passeig de la Fama es troba a Marshfield, Missouri, una ciutat que Truman va visitar el 1948.
Una estàtua de Harry S. Truman es va instal·lar al Capitoli dels Estats Units, a Washington, DC, el 29 de setembre de 2022, com a part de la National Statuary Hall Collection.
En el 70è aniversari de l'armistici de la Guerra de Corea el 2023, Corea del Sud va erigir una estàtua de Truman a Dabu-dong, Gyeongsangbuk-do per commemorar el seu enviament de tropes nord-americanes per defensar el país.
Altres llocs associats amb Truman inclouen:
- El Lloc històric nacional Harry S. Truman inclou la Wallace House al 219 N. Delaware a Independence i la masia familiar a Grandview, Missouri (Truman va vendre la major part de la granja per al desenvolupament suburbà de Kansas City, inclòs el centre comercial Truman Corners).
- Harry S. Truman Birthplace State Historic Site és la casa on Truman va néixer i va passar 11 mesos a Lamar, Missouri.[354]
- La Biblioteca i Museu Presidencial Harry S. Truman - La biblioteca presidencial a Independence
- la Harry S. Truman Little White House: la casa d'hivern de Truman a Key West, Florida

### Biografies de Truman
- Burnes, Brian. Kansas City Star Books. Harry S. Truman: His Life and Times, 2003. ISBN 978-0-9740009-3-0.
- Dallek, Robert. Times Books. Harry S. Truman, 2008. ISBN 978-0-8050-6938-9.
- Daniels, Jonathan. University of Missouri Press. The Man of Independence, 1998. ISBN 0-8262-1190-9.
- Donovan, Robert J. W. W. Norton. Tumultuous Years: 1949–1953, 1983. ISBN 978-0-393-01619-2.
- Ferrell, Robert H. University of Missouri Press. Harry S. Truman: A Life, 1994. ISBN 978-0-8262-1050-0.
- D. C. Heath & Co. Harry S. Truman and the Fair Deal, 1974. ISBN 978-0-669-87080-0.
- Hamby, Alonzo L. Oxford University Press. Man of the People: A Life of Harry S. Truman, 1995. ISBN 978-0-19-504546-8.
- Judis, John B. Farrar, Straus & Giroux. Genesis: Truman, American Jews, and the Origins of the Arab/Israeli Conflict, 2014. ISBN 978-0-374-16109-5.
- Freeland, Richard M. Alfred A. Knopf. The Truman Doctrine and the Origins of McCarthyism, 1970. ISBN 978-0-8147-2576-4.
- Giglio, James N. Truman State University Press. Truman in Cartoon and Caricature, 2001. ISBN 978-0-8138-1806-1.
- Kirkendall, Richard S. G. K. Hall Publishing. Harry S. Truman Encyclopedia, 1989. ISBN 978-0-8161-8915-1.
- McCoy, Donald R. University Press of Kansas. The Presidency of Harry S. Truman, 1984. ISBN 978-0-7006-0252-0.
- McCullough, David. Simon & Schuster. Truman, 1992. ISBN 978-0-671-86920-5.
- Margolies, Daniel S. ed. A Companion to Harry S. Truman (2012); 614pp; emphasis on historiography; see Sean J. Savage, Truman in Historical, Popular, and Political Memory, pp. 9–25. excerpt
- Miller, Merle. Putnam Publishing. Plain Speaking: An Oral Biography of Harry S. Truman, 1974. ISBN 978-0-399-11261-4.
- Mitchell, Franklin D. University of Missouri Press. Harry S. Truman and the News Media: Contentious Relations, Belated Respect, 1998. ISBN 0-8262-1180-1.
- Oshinsky, David M. Houghton Mifflin. The American Presidency, 2004. ISBN 978-0-618-38273-6.
- Pietrusza, David. Union Square Press. 1948: Harry Truman's Improbable Victory and the Year That Transformed America, 2011. ISBN 978-1-4027-6748-7.
- Scarborough, Joe. Harper Collins. Saving Freedom, 2020.

### Llibres
- Ambrose, Stephen E. Simon & Schuster. Eisenhower: 1890–1952, 1983. ISBN 978-0-671-44069-5.
- Binning, William C.; Esterly, Larry E.; Sracic, Paul A. Greenwood. Encyclopedia of American Parties, Campaigns, and Elections, 1999. ISBN 978-0-8131-1755-3.
- Chambers II, John W. Oxford University Press. The Oxford Companion to American Military History, 1999. ISBN 0-19-507198-0.
- Cohen, Eliot A.; Gooch, John. Free Press. Military Misfortunes: The Anatomy of Failure in War, 2006. ISBN 978-0-7432-8082-2.
- Current, Richard Nelson; Freidel, Frank Burt; Williams, Thomas Harry. Knopf. American History: A Survey. II, 1971.
- University of Wisconsin Press. Branded as Rebels, 1995.
- Eisler, Kim Isaac. Simon & Schuster. A Justice for All: William J. Brennan, Jr., and the Decisions that Transformed America, 1993. ISBN 978-0-671-76787-7.
- Evans, M. Stanton. Crown Publishing Group. Blacklisted by History: The Untold Story of Senator Joe McCarthy and His Fight Against America's Enemies, 2007. ISBN 978-0-307-23866-5.
- Goodwin, Doris Kearns. Simon & Schuster. No Ordinary Time: Franklin and Eleanor Roosevelt: The Home Front in World War II, 1994. ISBN 978-0-671-64240-2.
- Haas, Lawrence J. Harry & Arthur: Truman, Vandenberg, and the Partnership That Created the Free World (2016)
- Hamilton, Lee H. Rowman & Littlefield. Rivals for Power: Presidential–Congressional Relations, 2009. ISBN 978-0-7425-6142-7.
- Holsti, Ole. The University of Michigan Press. Public Opinion and American Foreign Policy, 1996. ISBN 978-0-472-06619-3.
- Scott Publishing Co. Scott Standard Postage Stamp Catalog. 1. ISBN 978-0-89487-460-4.
- Lenczowski, George. Duke University Press. American Presidents and the Middle East, 1990. ISBN 978-0-8223-0972-7.
- MacGregor, Morris J. Jr.. Center of Military History. Integration of the Armed Services 1940–1965, 1981. ISBN 978-0-16-001925-8.
- Savage, Sean J. The University Press of Kentucky. Roosevelt: The Party Leader, 1932–1945, 1991. ISBN 978-0-8131-1755-3.
- Skidmore, Max J. Macmillan. After the White House: Former Presidents as Private Citizens, 2004. ISBN 978-0-312-29559-2.
- Stohl, Michael. CRC Press. The Politics of Terrorism, 1988.
- Stokesbury, James L. Harper Perennial. A Short History of the Korean War, 1990. ISBN 978-0-688-09513-0.
- Troy, Gil. Basic Books. Leading from the Center: Why Moderates Make the Best Presidents, 2008. ISBN 978-0-465-00293-1.
- Weinstein, Allen. Random House. Perjury: The Hiss-Chambers Case, 1997. ISBN 0-679-77338-X.
- Cornell University Press. Super Bomb: Organizational Conflict and the Development of the Hydrogen Bomb, 2019. ISBN 978-1-5017-4516-4.